# Pontiac Parisienne
Pontiac Parisienne — полноразмерный автомобиль, выпускавшийся компанией Pontiac с 1959 по 1987 год. До 1969 года автомобиль выпускался в Австралии, Новой Зеландии и Южной Африке. 

## Первое поколение (1959—1960)
Автомобиль Pontiac Parisienne вошёл в гамму Pontiac Laurentian в 1958 году. В 1959 году Parisienne стал отдельной моделью. Первым автомобилем семейства являлся автомобиль с гало-эффектом, конкурентом являлся Chevrolet Bel Air.

### Галерея

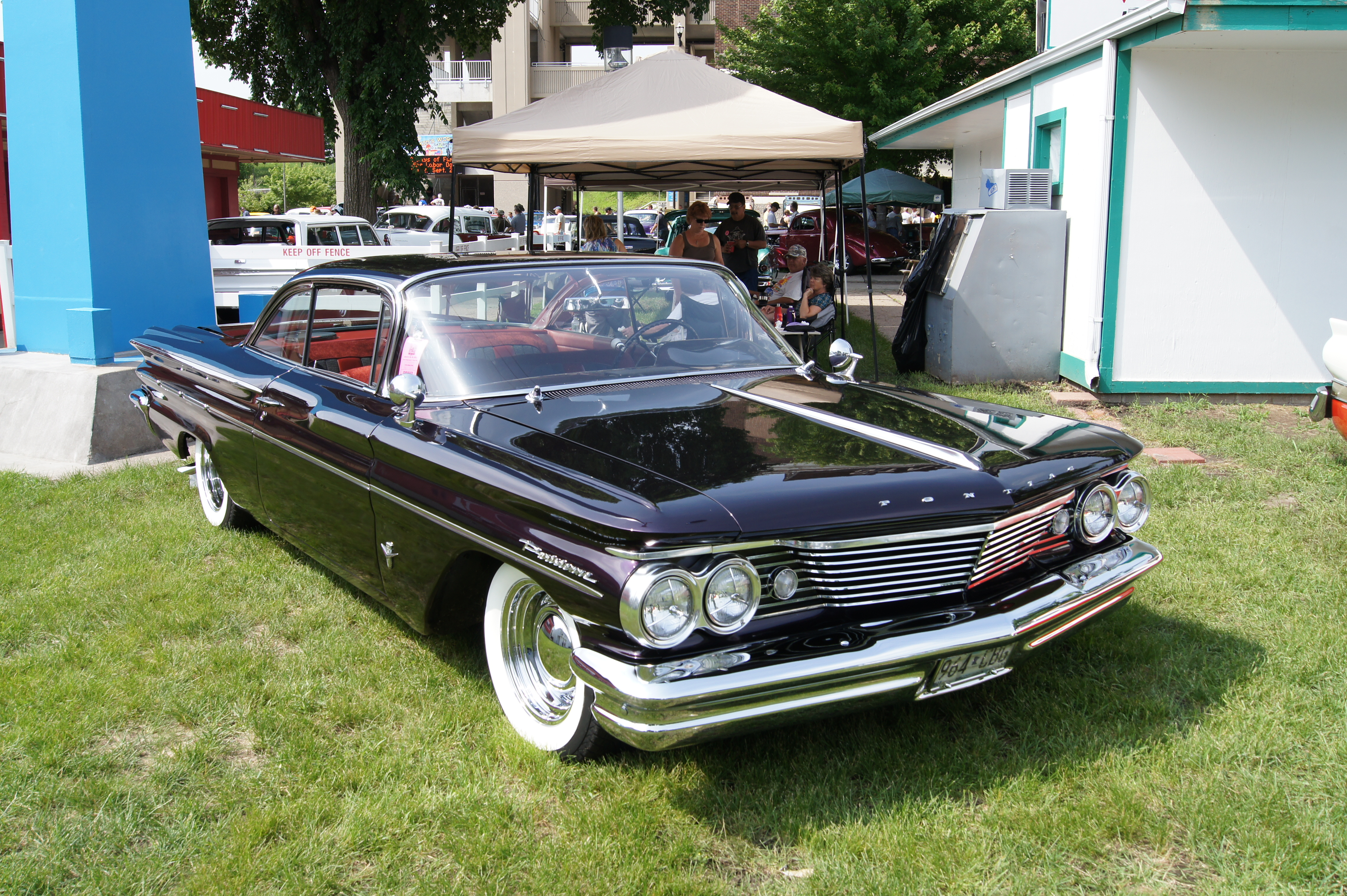
1960 Pontiac Parisienne
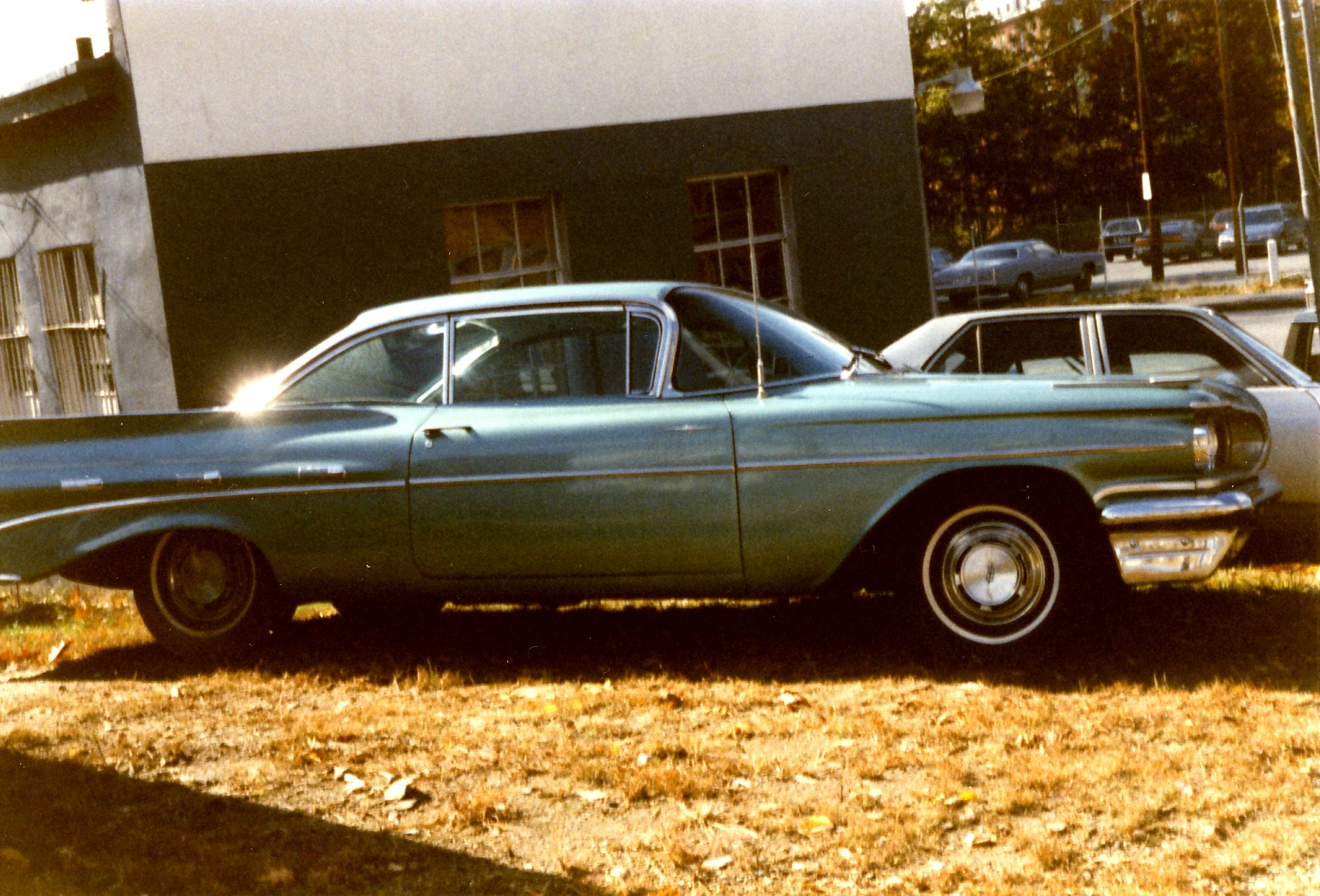
1959 Pontiac Parisienne Sport Coupe
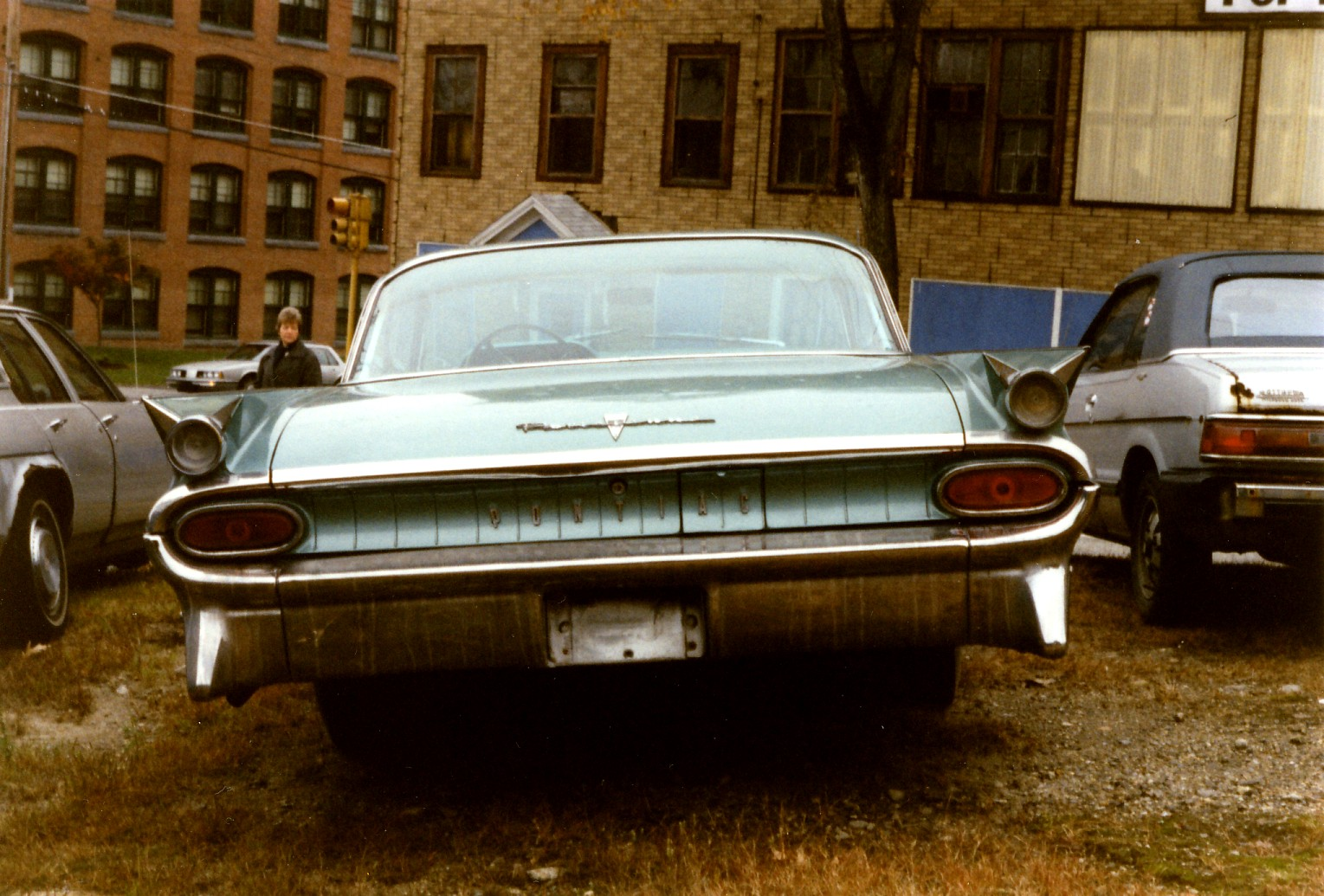
Вид сзади
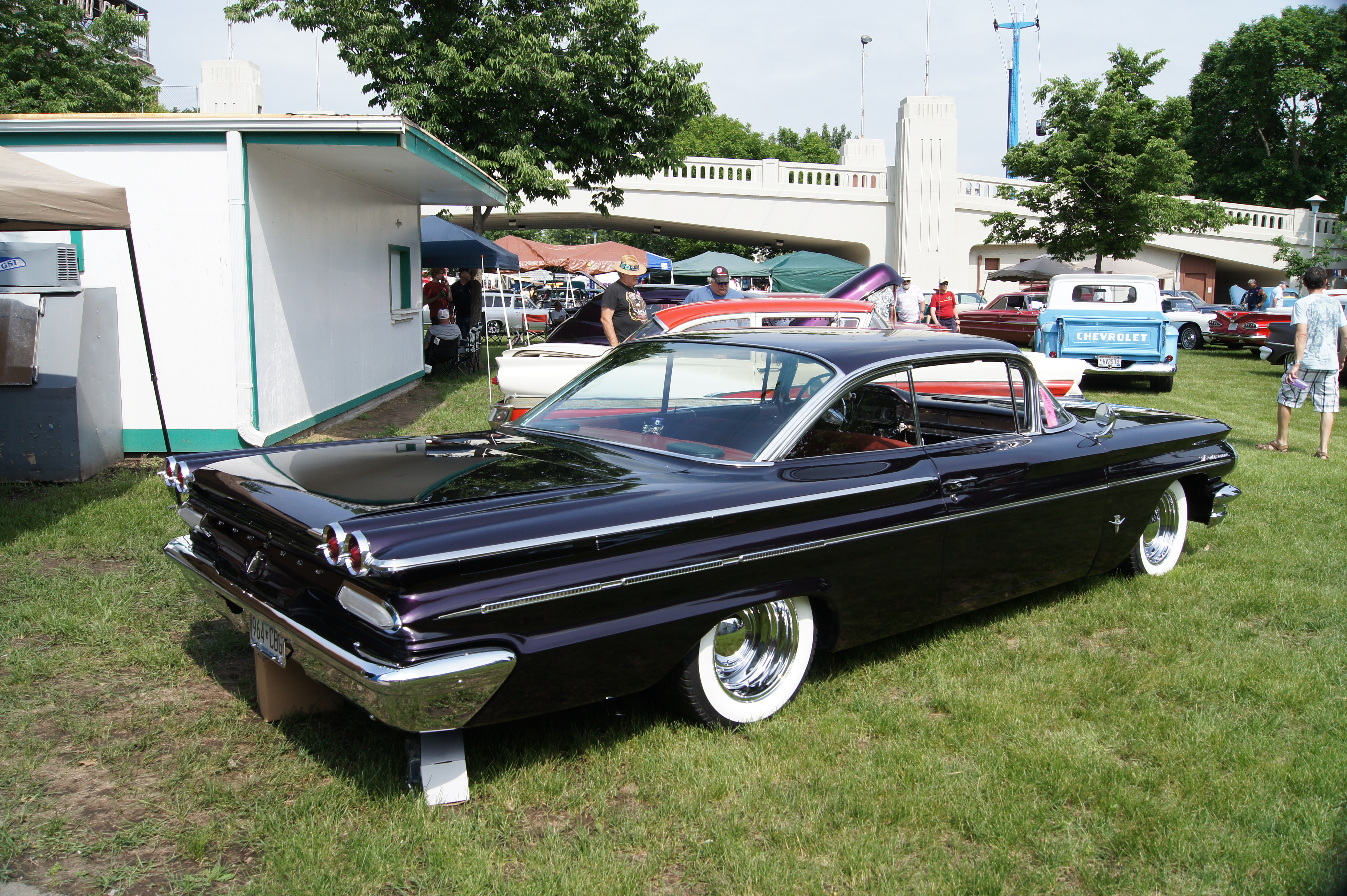
1960 Pontiac Parisienne
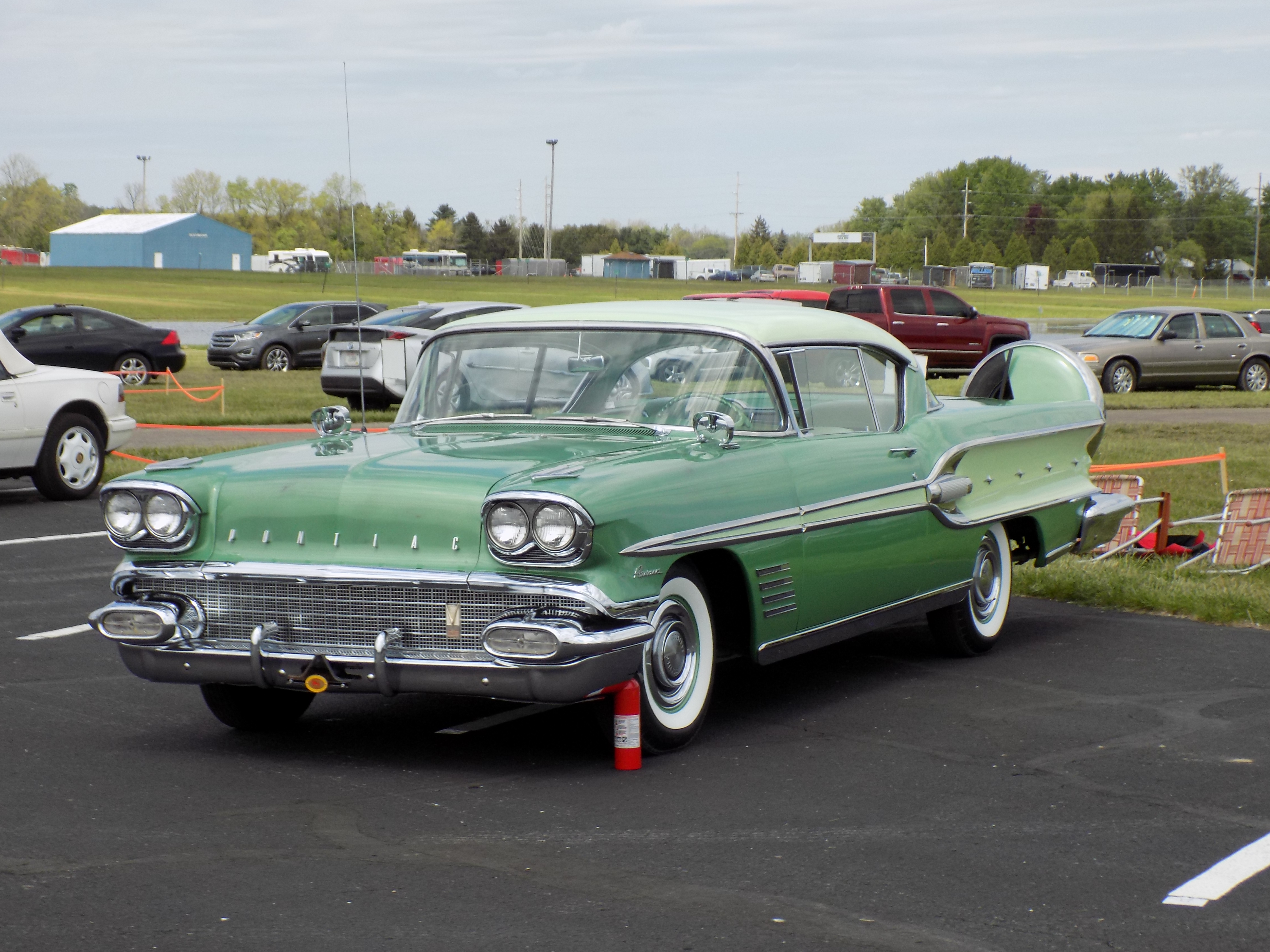
1958 Pontiac Parisienne

## Второе поколение (1961—1964)
Второе поколение автомобилей Pontiac Parisienne выпускалось с 1961 по 1964 году в Канаде. Как и в случае Pontiac Catalina, кузов был уменьшен, а колёсная база была уменьшена до 119 мм. Длина была уменьшена до 5300 мм, а колея — до 2032 мм. В 1962 году автомобиль прошёл фейслифтинг.

### Галерея

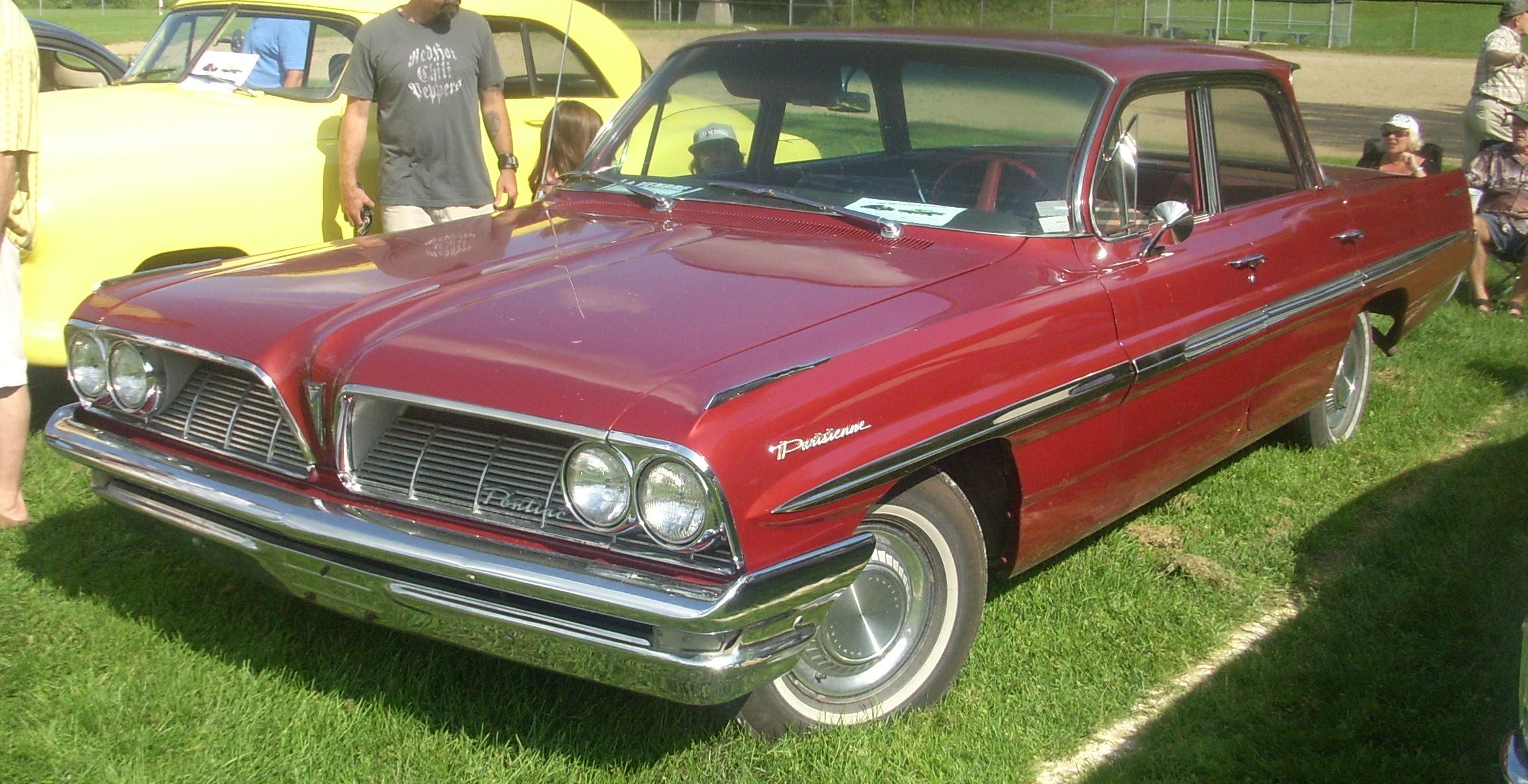
1961 Pontiac Parisienne
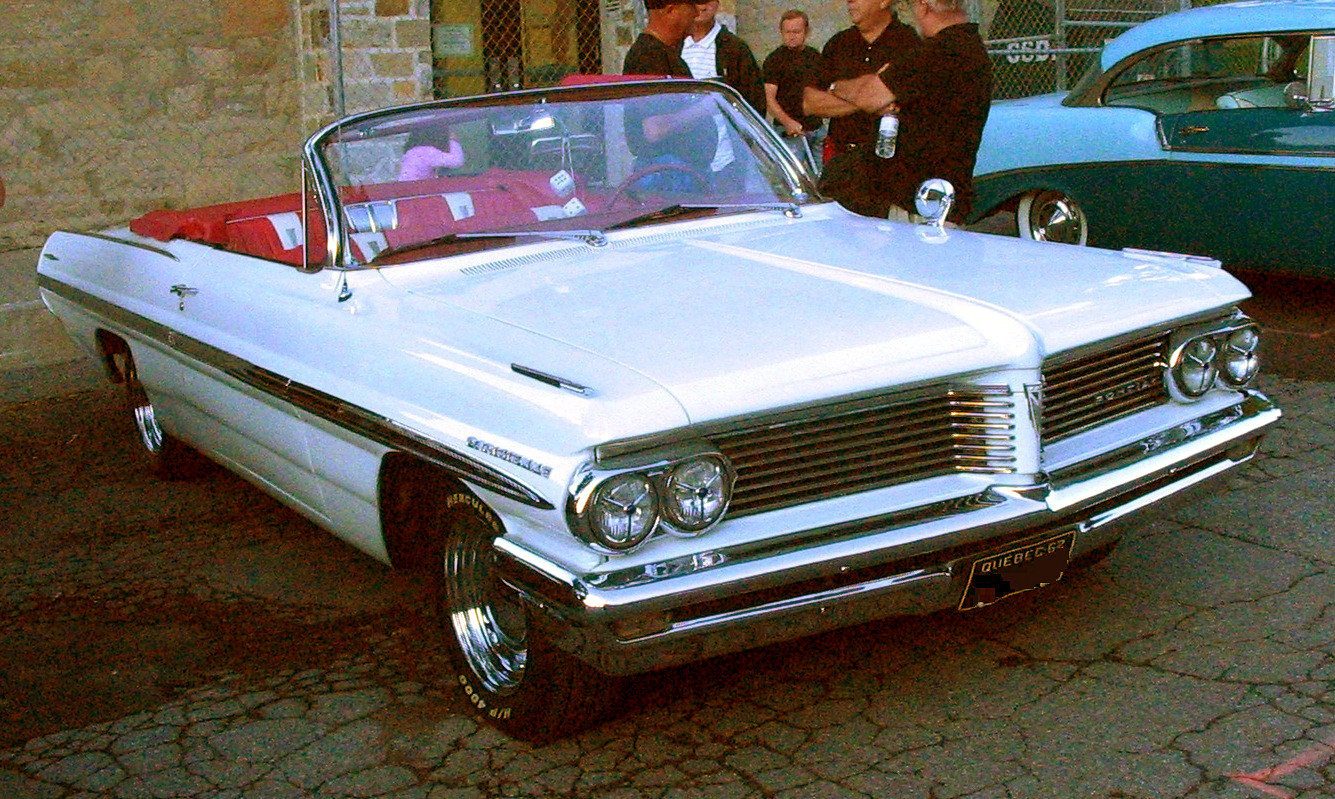
1962 Pontiac Parisienne
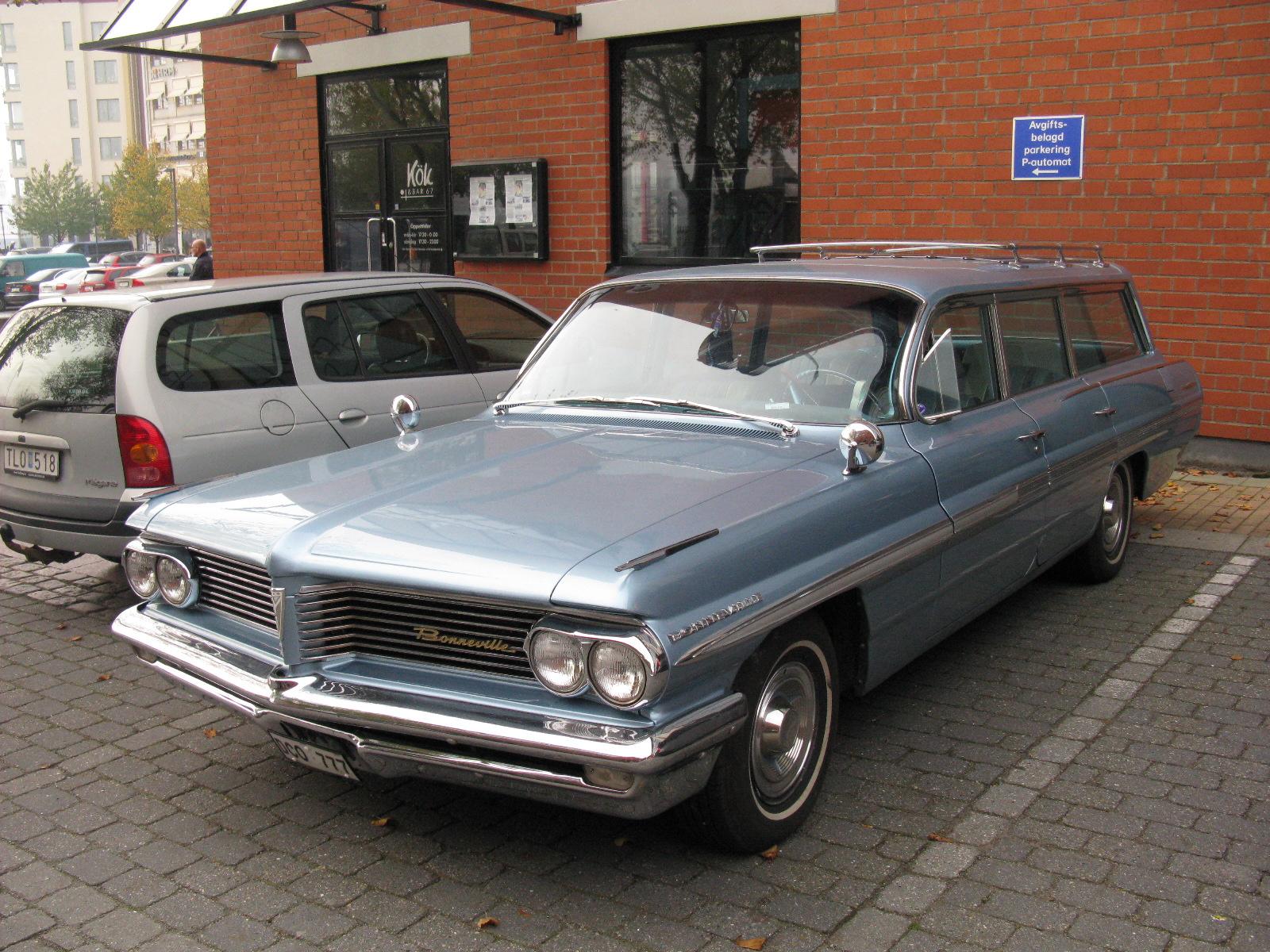
1962 Pontiac Parisienne Safari
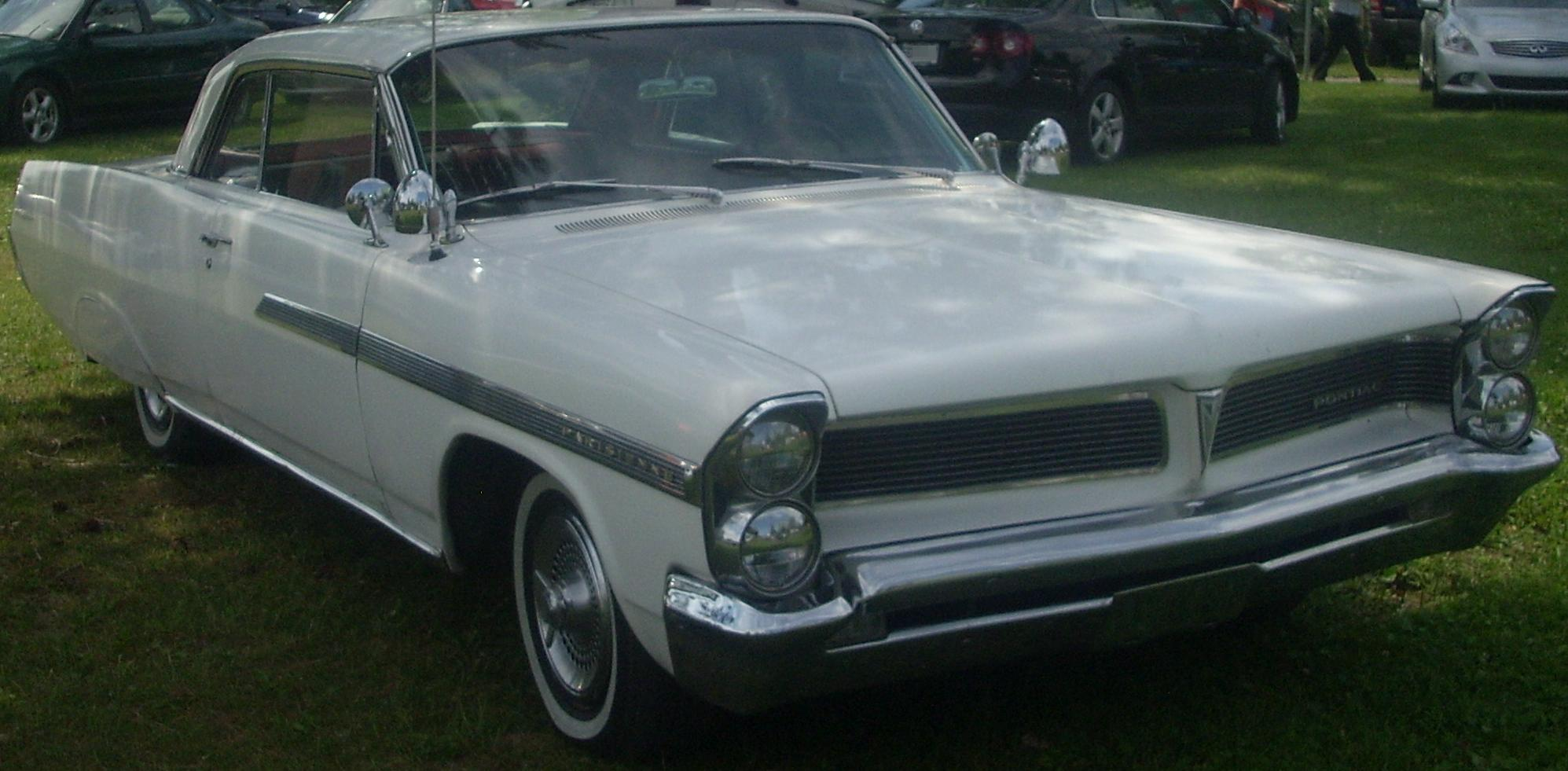
1963 Pontiac Parisienne Sport Coupe
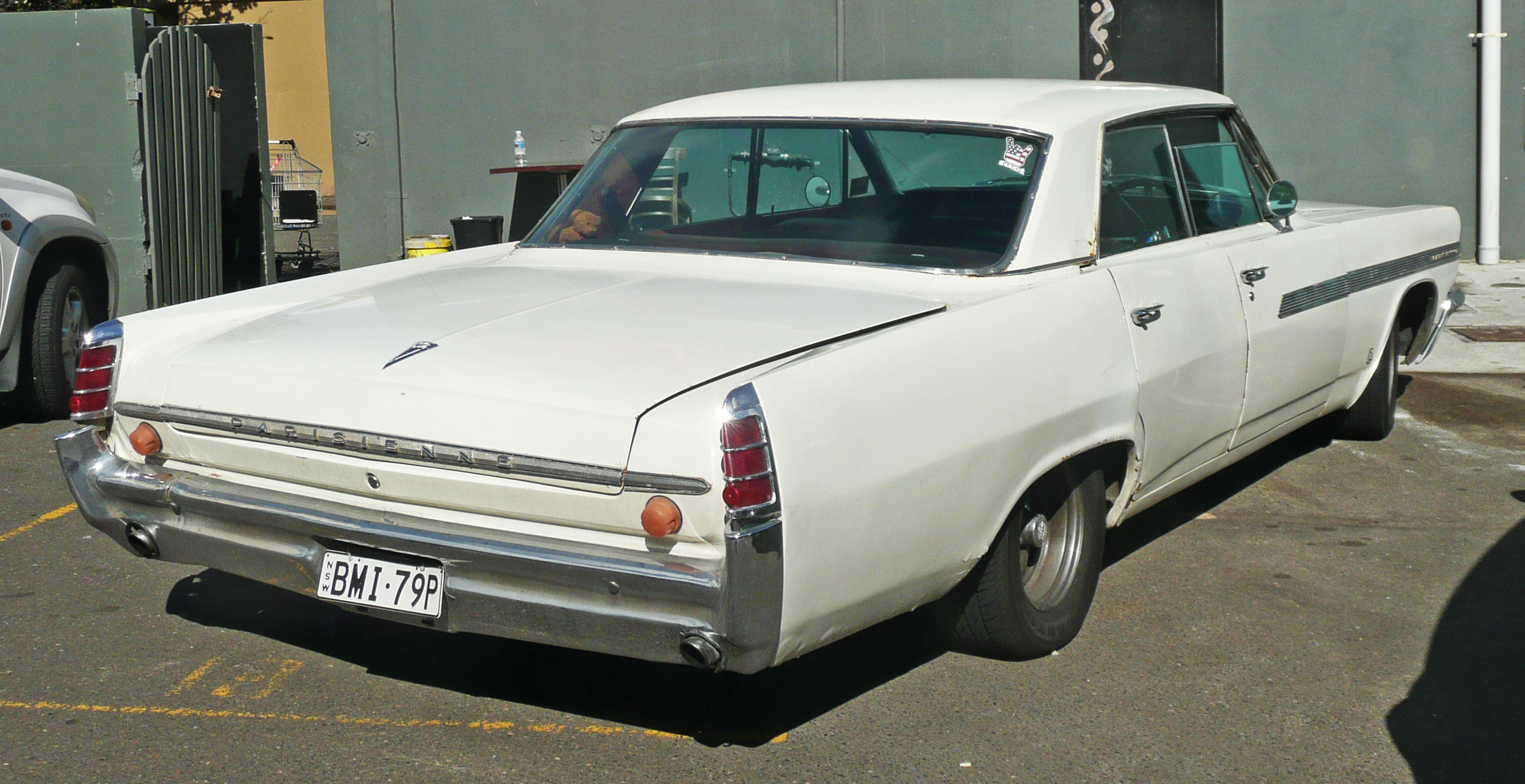
Вид сзади
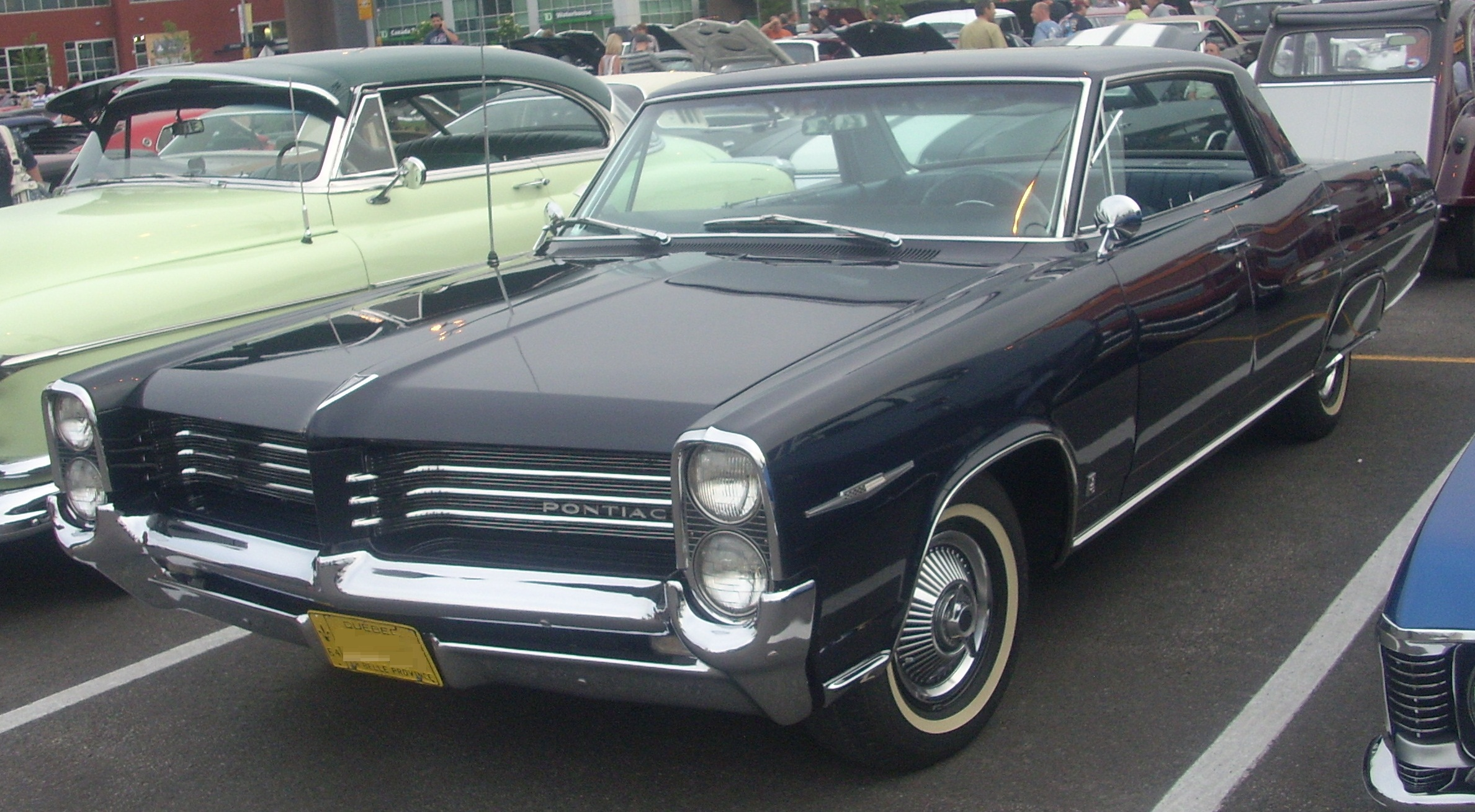
1964 Pontiac Parisienne Sport Sedan
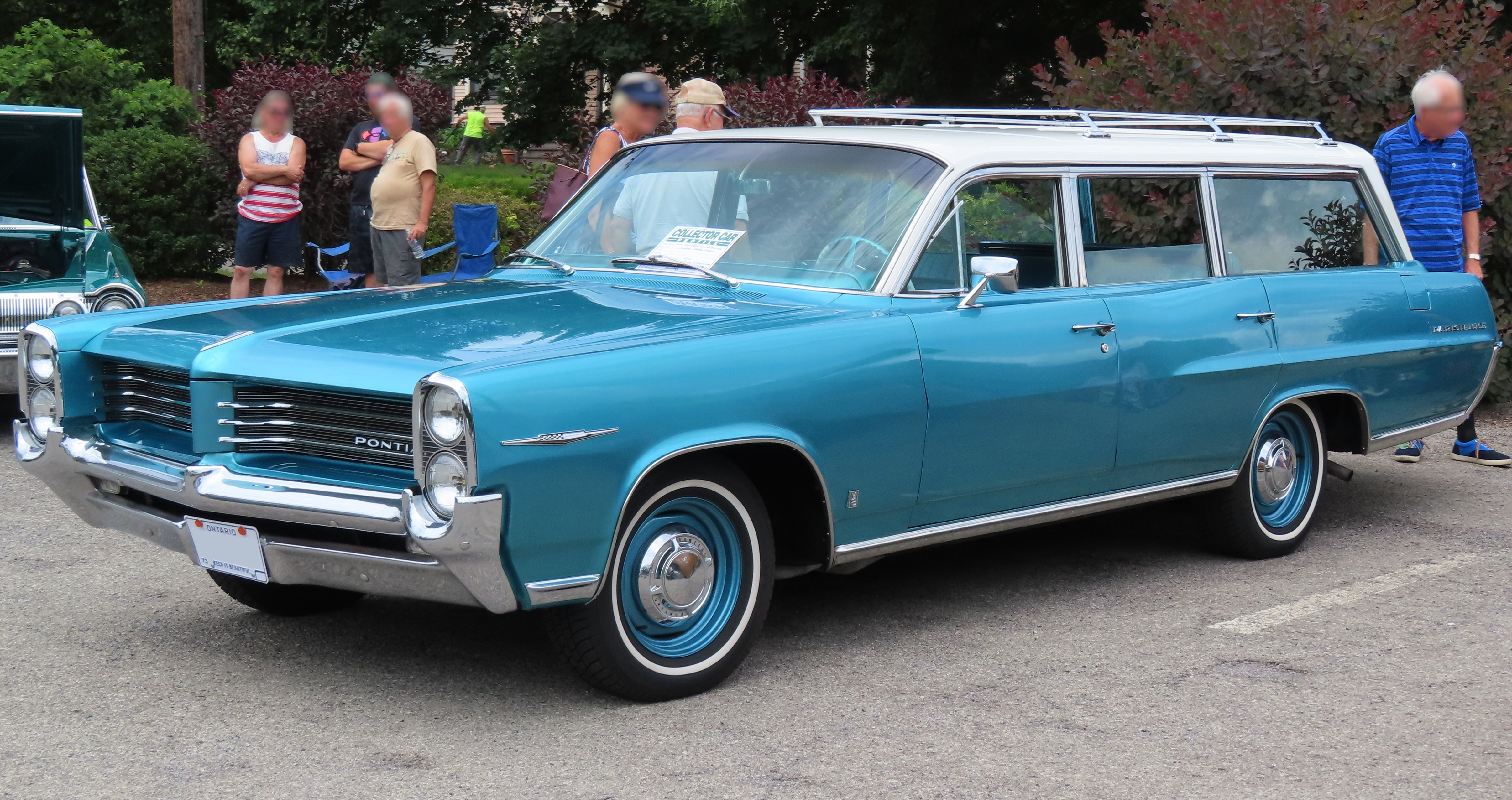
1964 Pontiac Parisienne Safari

## Третье поколение (1965—1970)
В 1965 году автомобили Pontiac Parisienne были унифицированы с Pontiac Bonneville. С 1966 года автомобиль Grande Parisienne продавался в кузовах 4-дверный хардтоп и 2-дверное купе, а с 1967 года он продавался в кузове универсал.

### Галерея

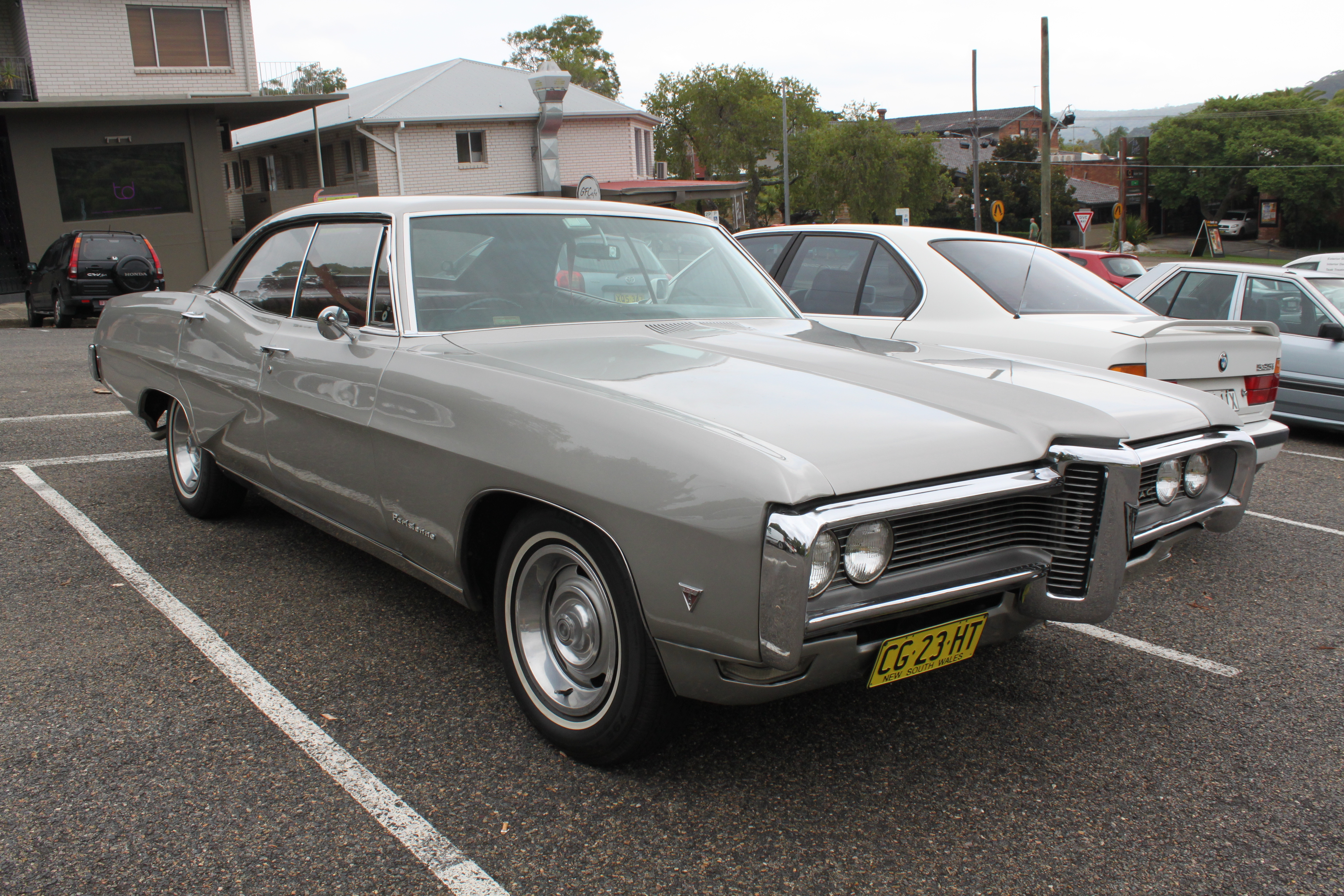
1968 Pontiac Parisienne
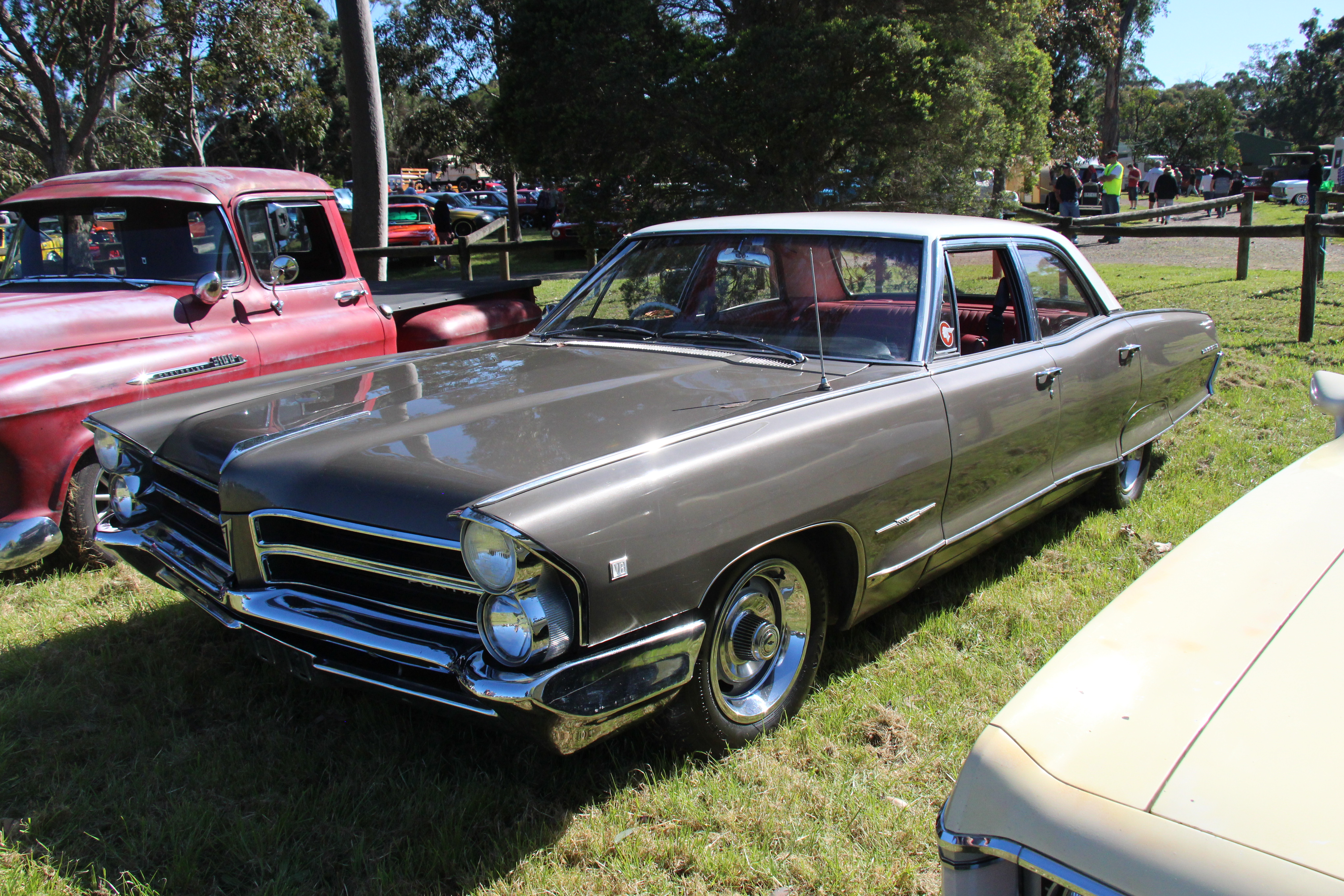
1965 Pontiac Parisienne
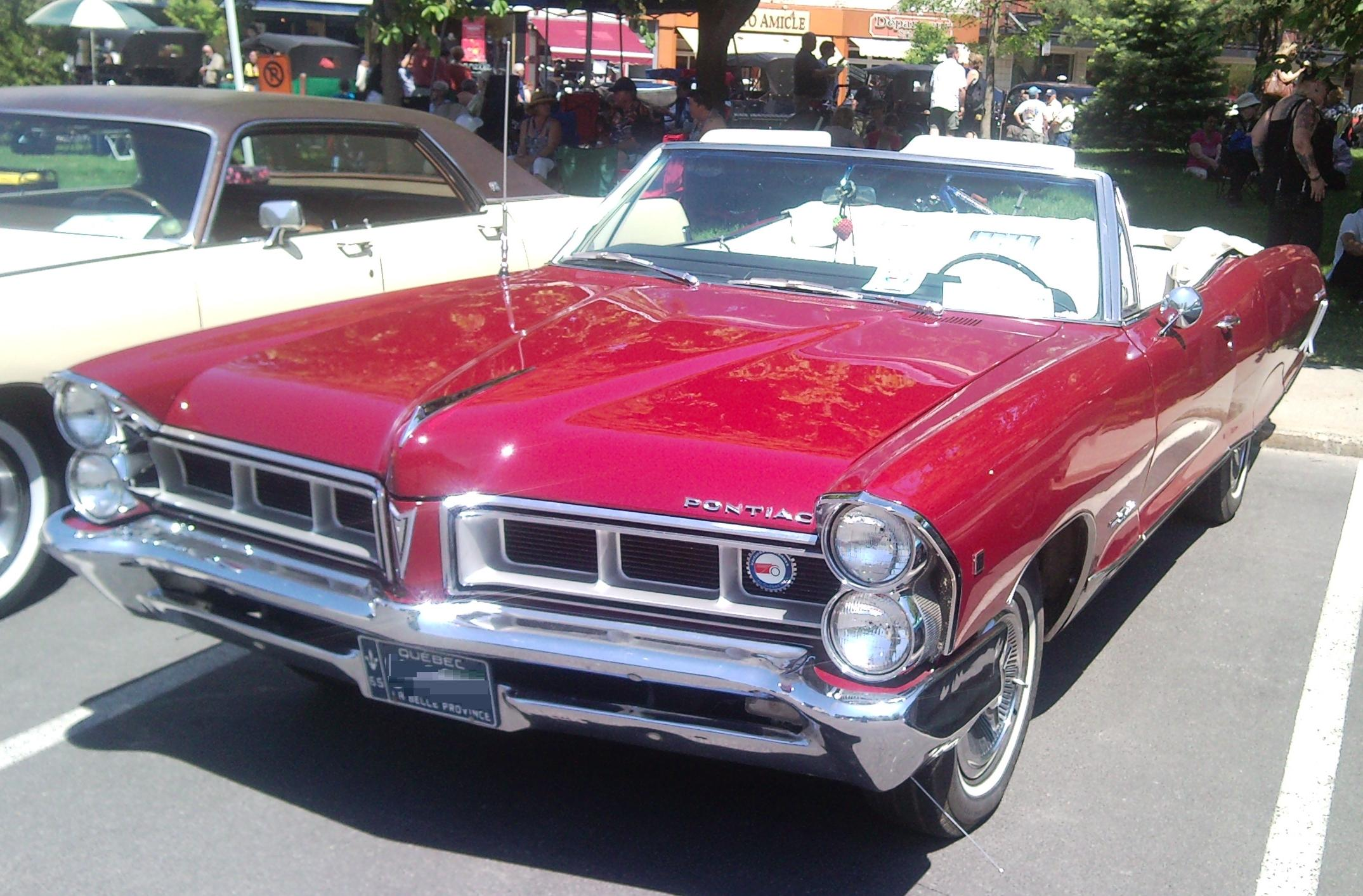
1965 Pontiac Parisienne Custom Sport Convertible
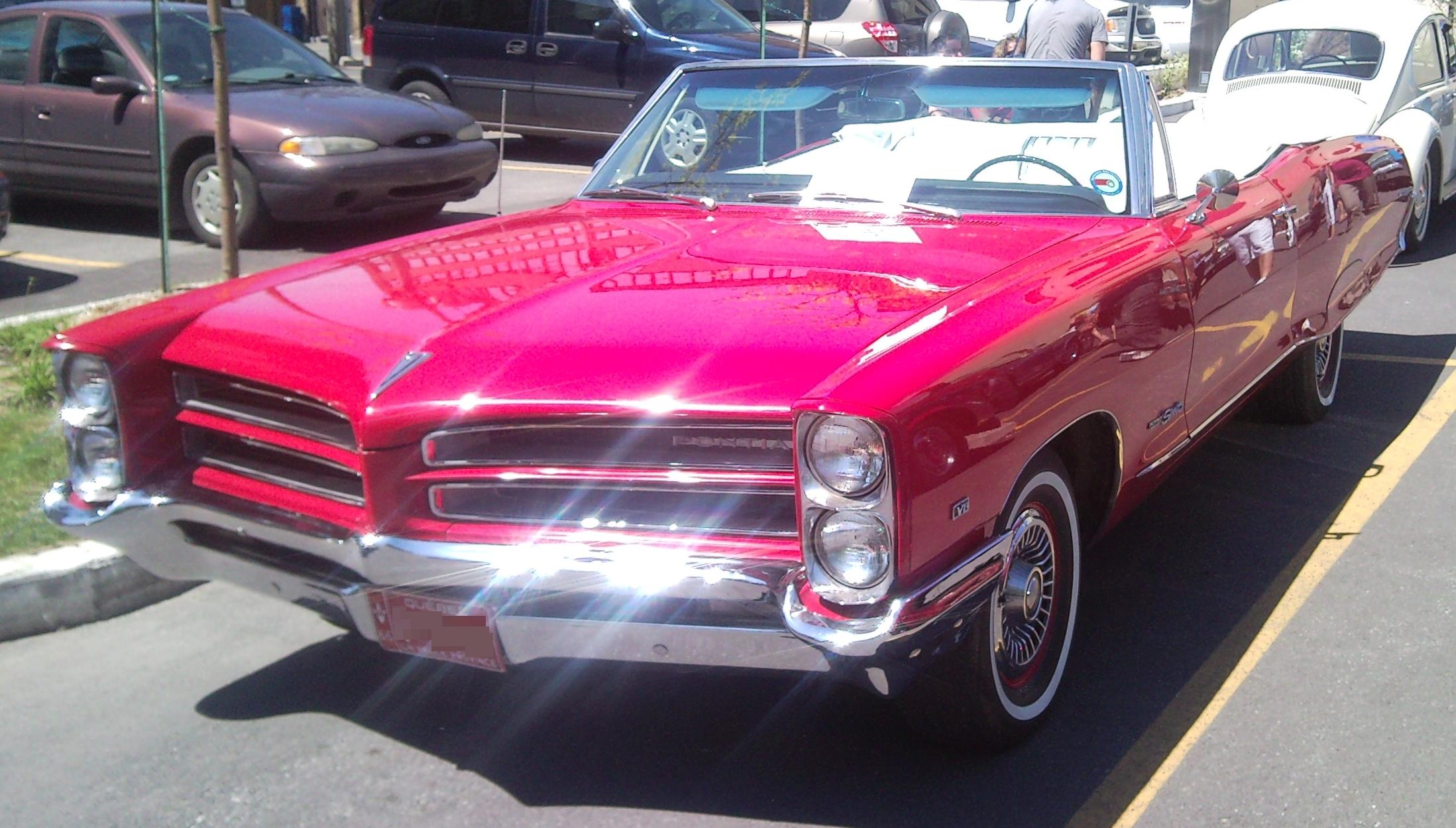
1966 Pontiac Parisienne Convertible
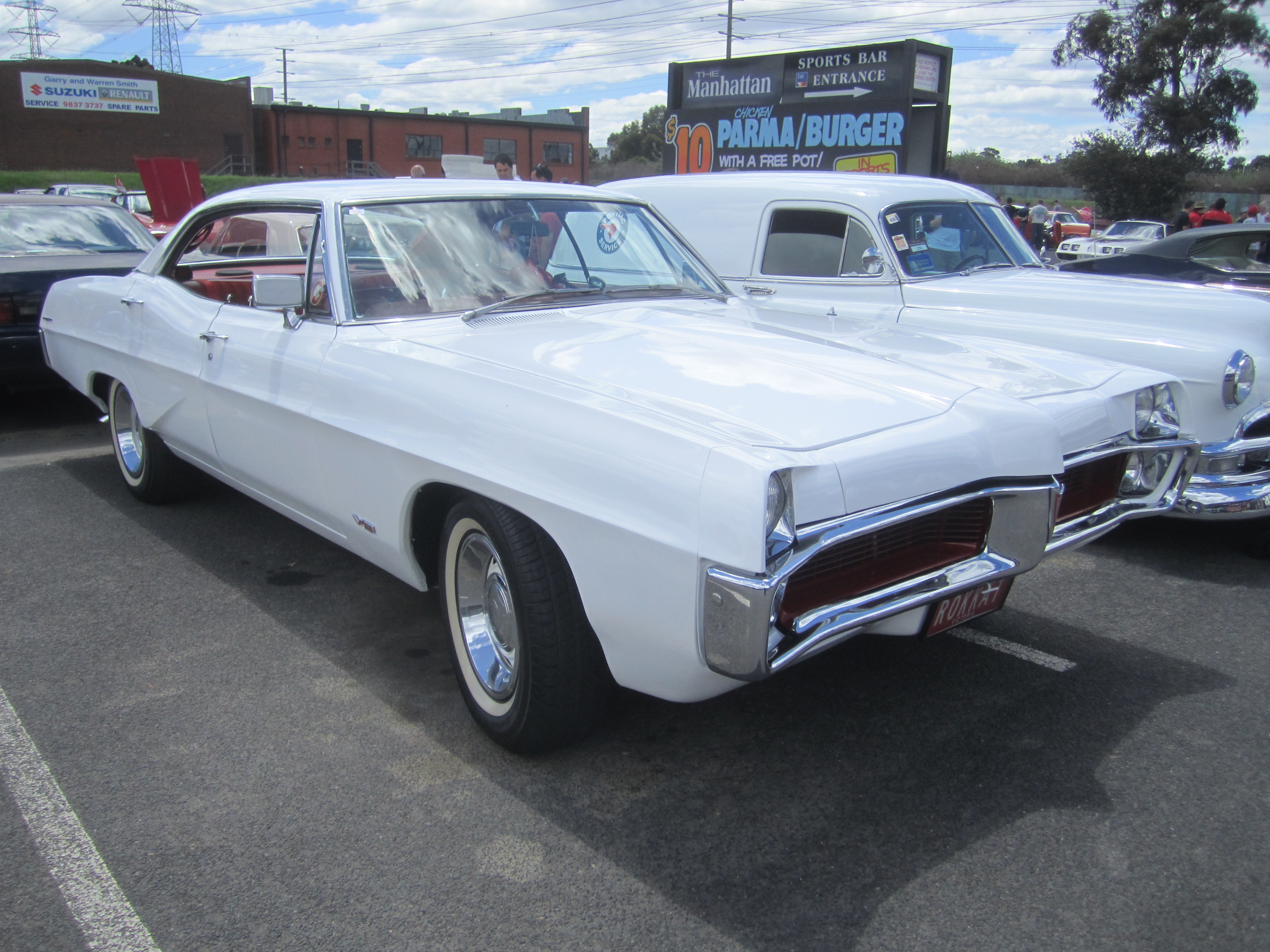
1967 Pontiac Parisienne Sport Sedan
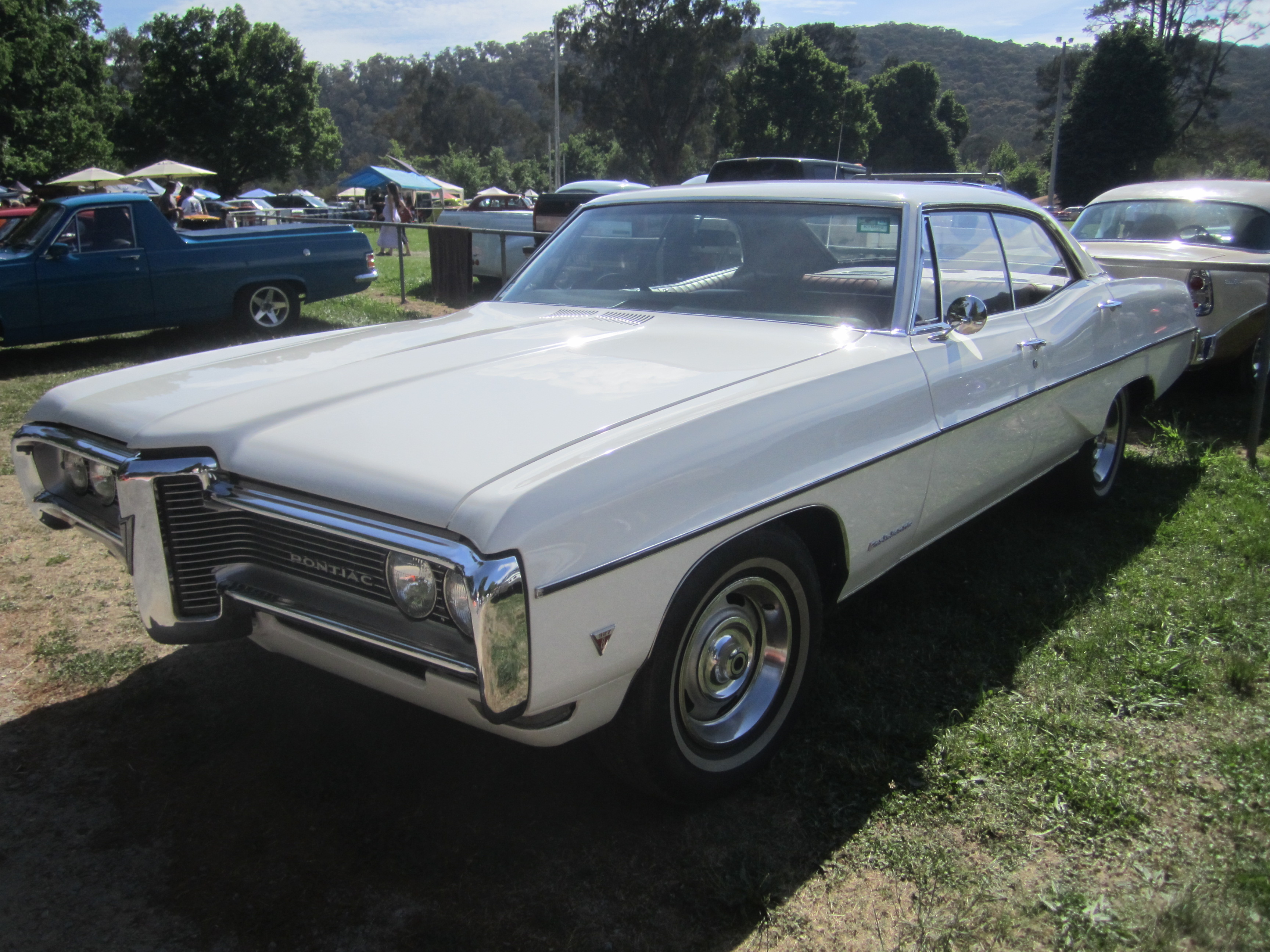
1968 Pontiac Parisienne Sport Sedan
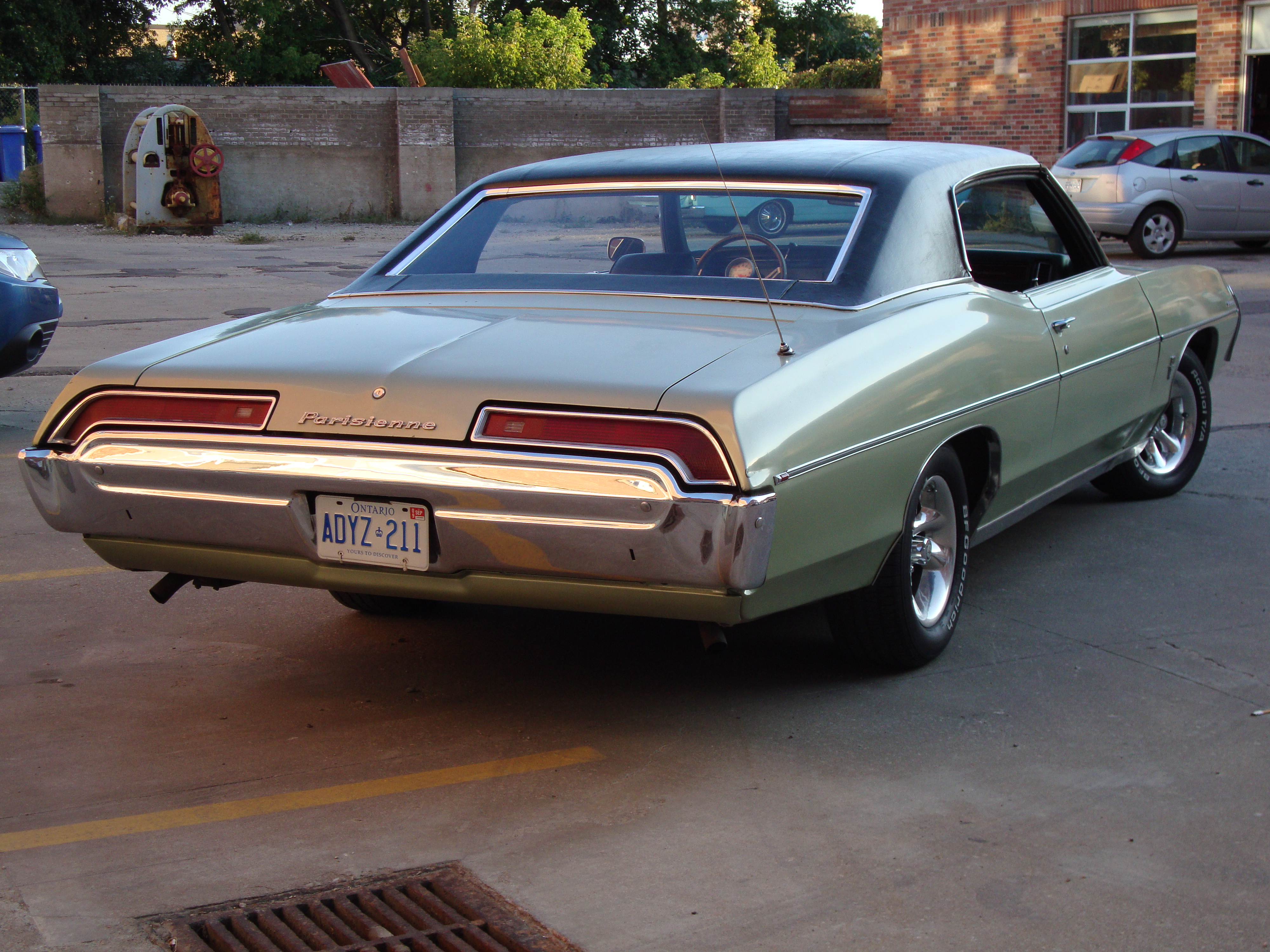
1969 Pontiac Parisienne
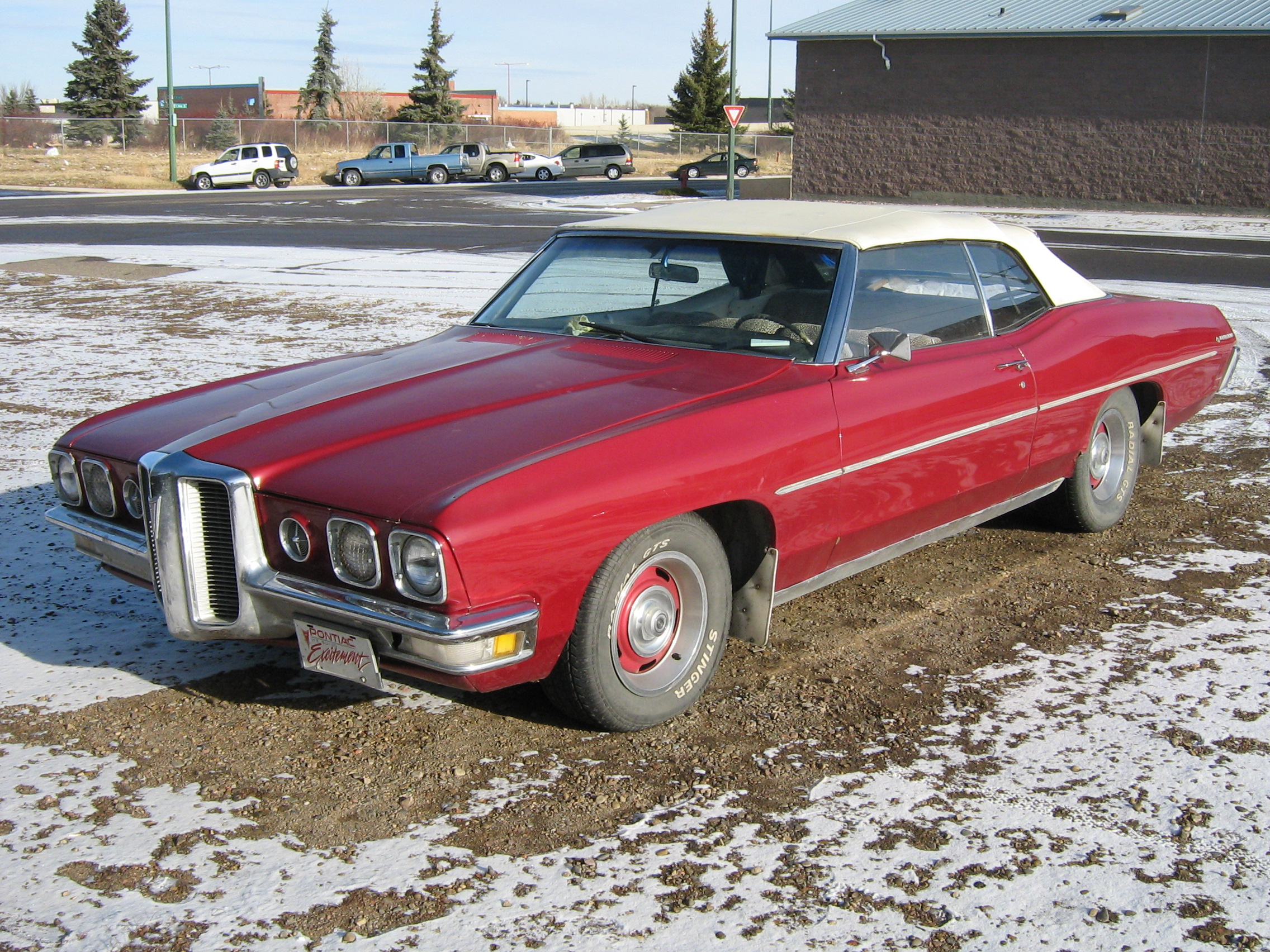
1970 Pontiac Parisienne Convertible

## Четвёртое поколение (1971—1976)
В 1971 году платформы B-body и C-body были самыми крупными платформами General Motors. Модель Grande Parisienne была переименована в Parisienne Brougham. Как и у семейства Bonneville, переднее сиденье было без подлокотника. К 1973 году колёсная база была удлинена до 124 дюймов.

### Галерея

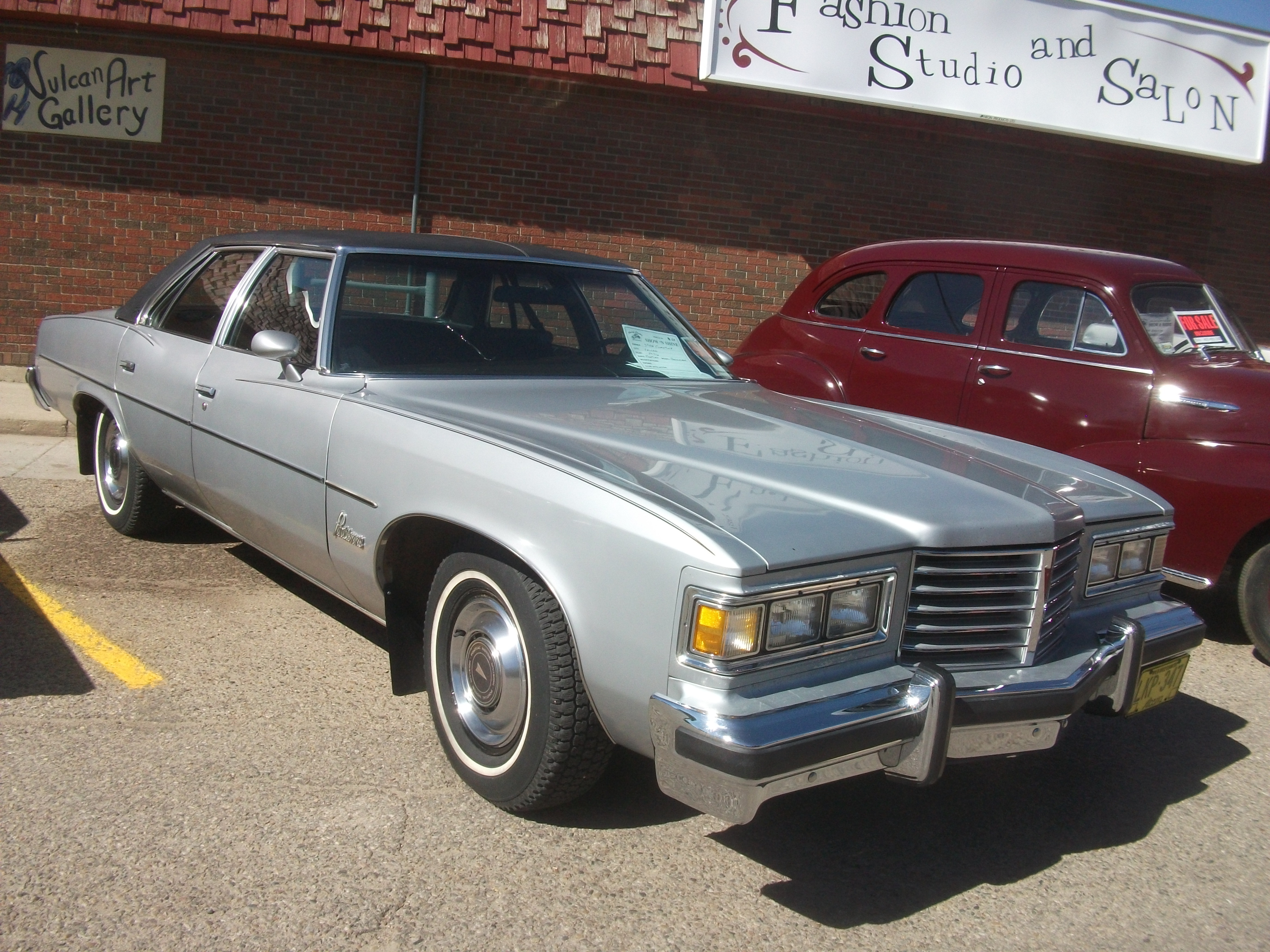
1976 Pontiac Parisienne
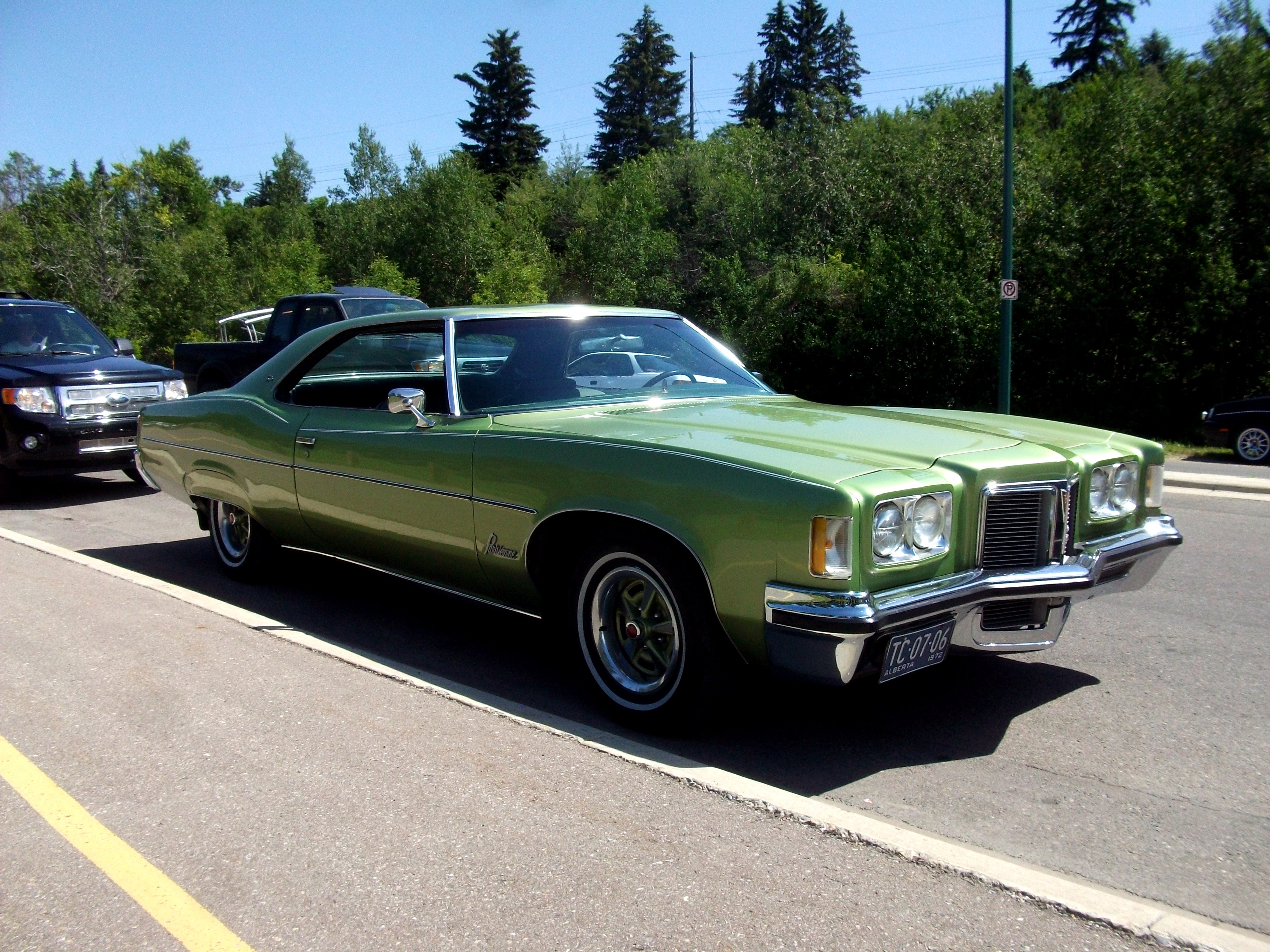
1972 Pontiac Parisienne Brougham
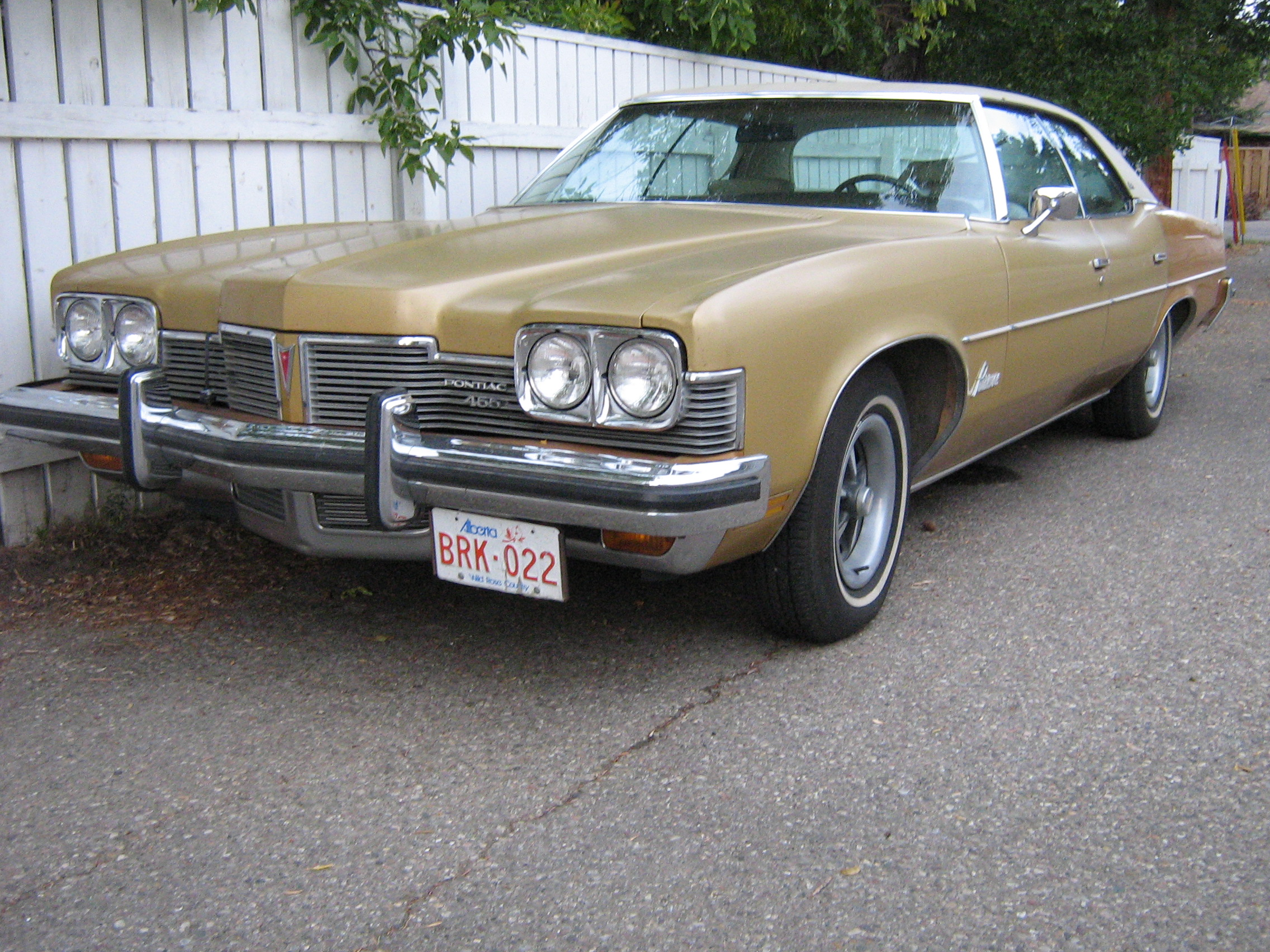
1973 Pontiac Parisienne Brougham

## Пятое поколение (1977—1986)
В 1977 году полноразмерные автомобили Pontiac были уменьшены в размерах. До 1981 года дизайн автомобилей был аналогичен Pontiac Bonneville.
В 1982 году автомобиль Pontiac LeMans был переименован в Bonneville Model G. Parisienne, в свою очередь, разрабатывался на базе агрегатов Chevrolet Caprice.
В 1986 году производство Pontiac Parisienne было завершено.

### Галерея

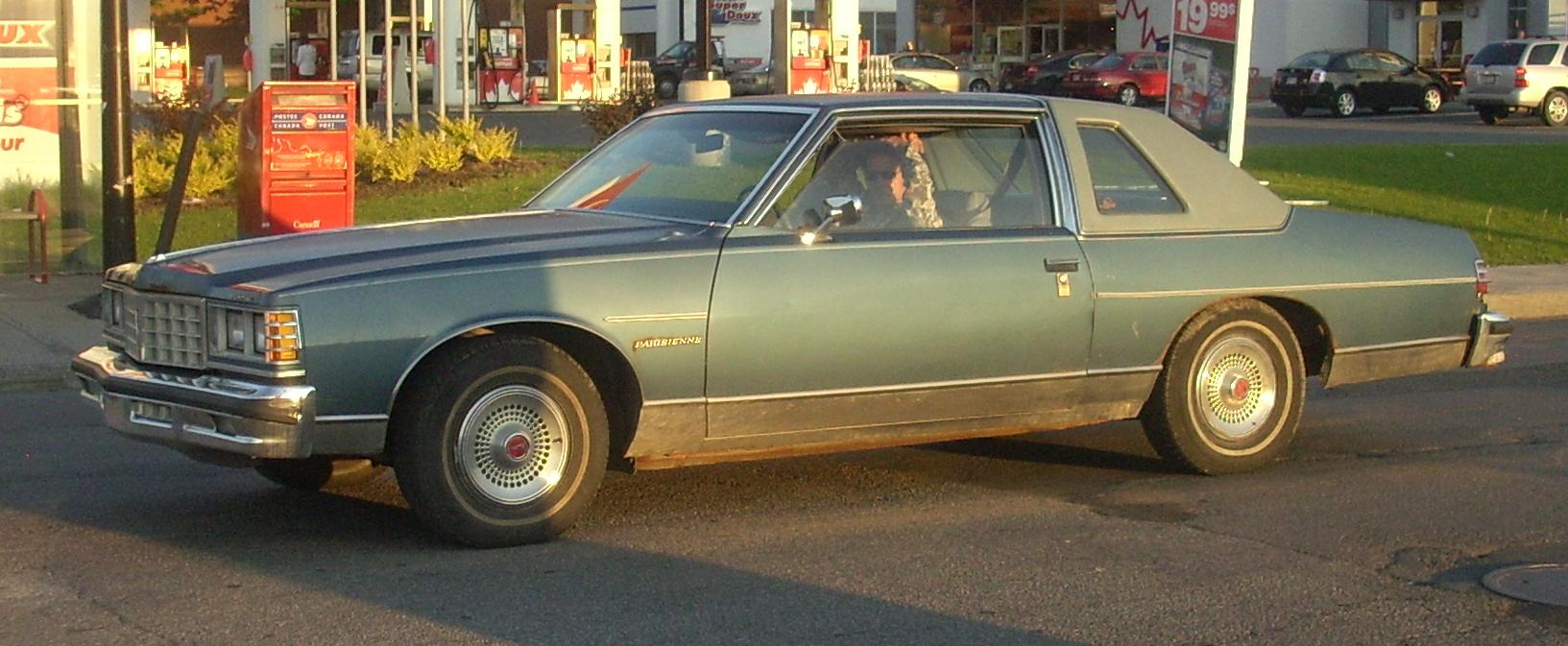
1977 Pontiac Parisienne coupe
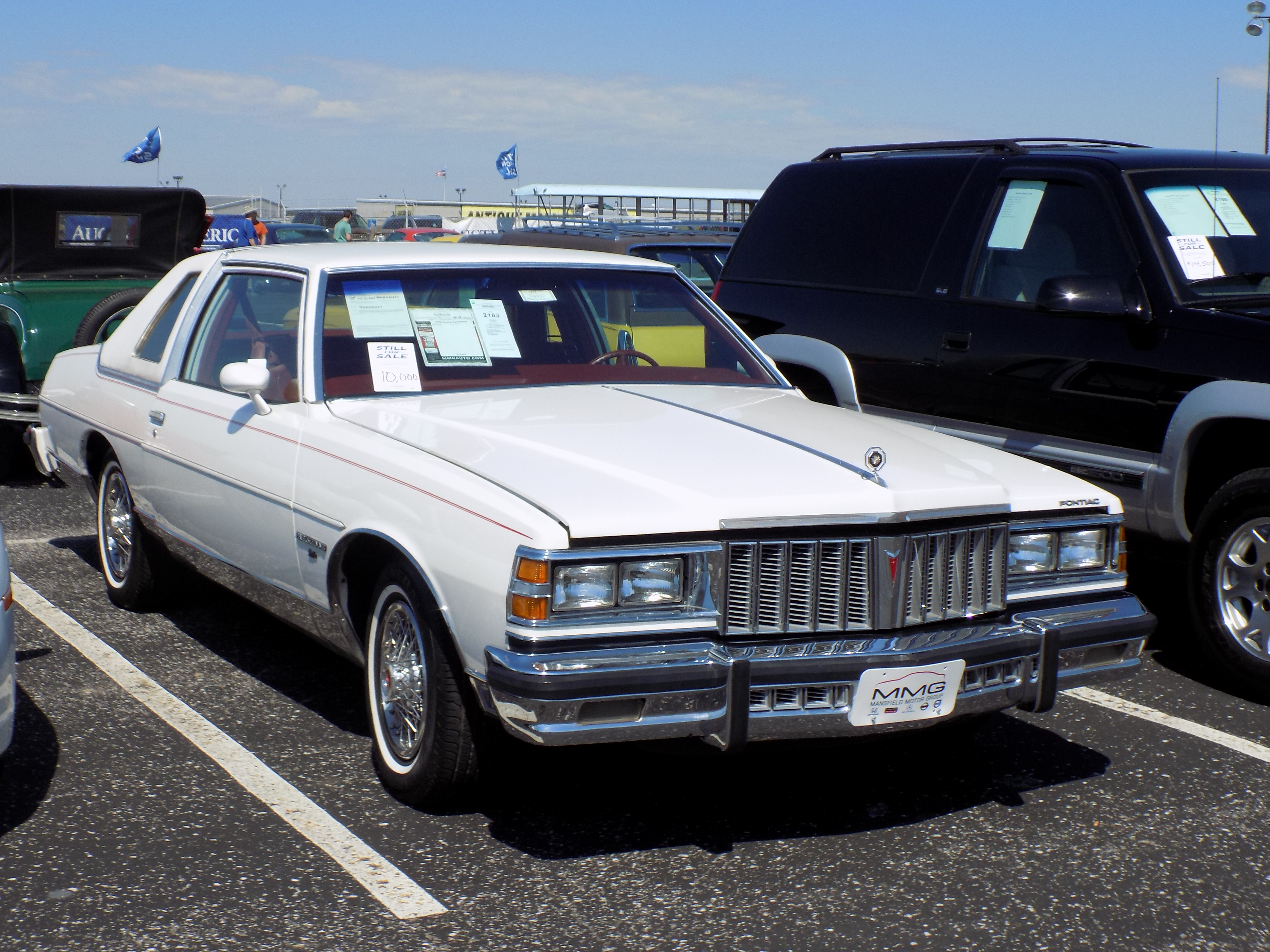
1979 Pontiac Parisienne Brougham Landau
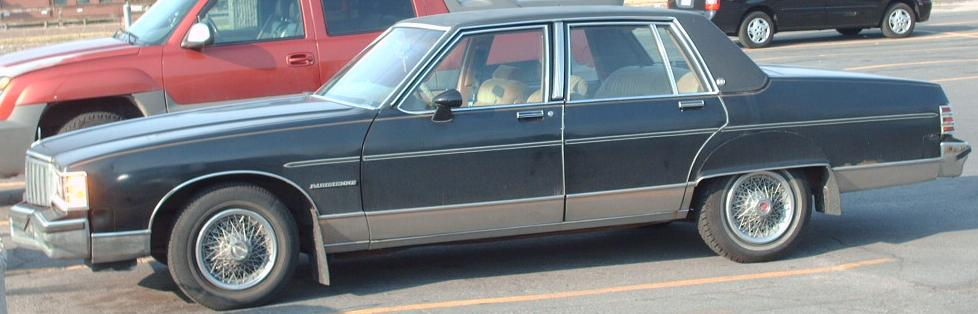
1980 Pontiac Parisienne
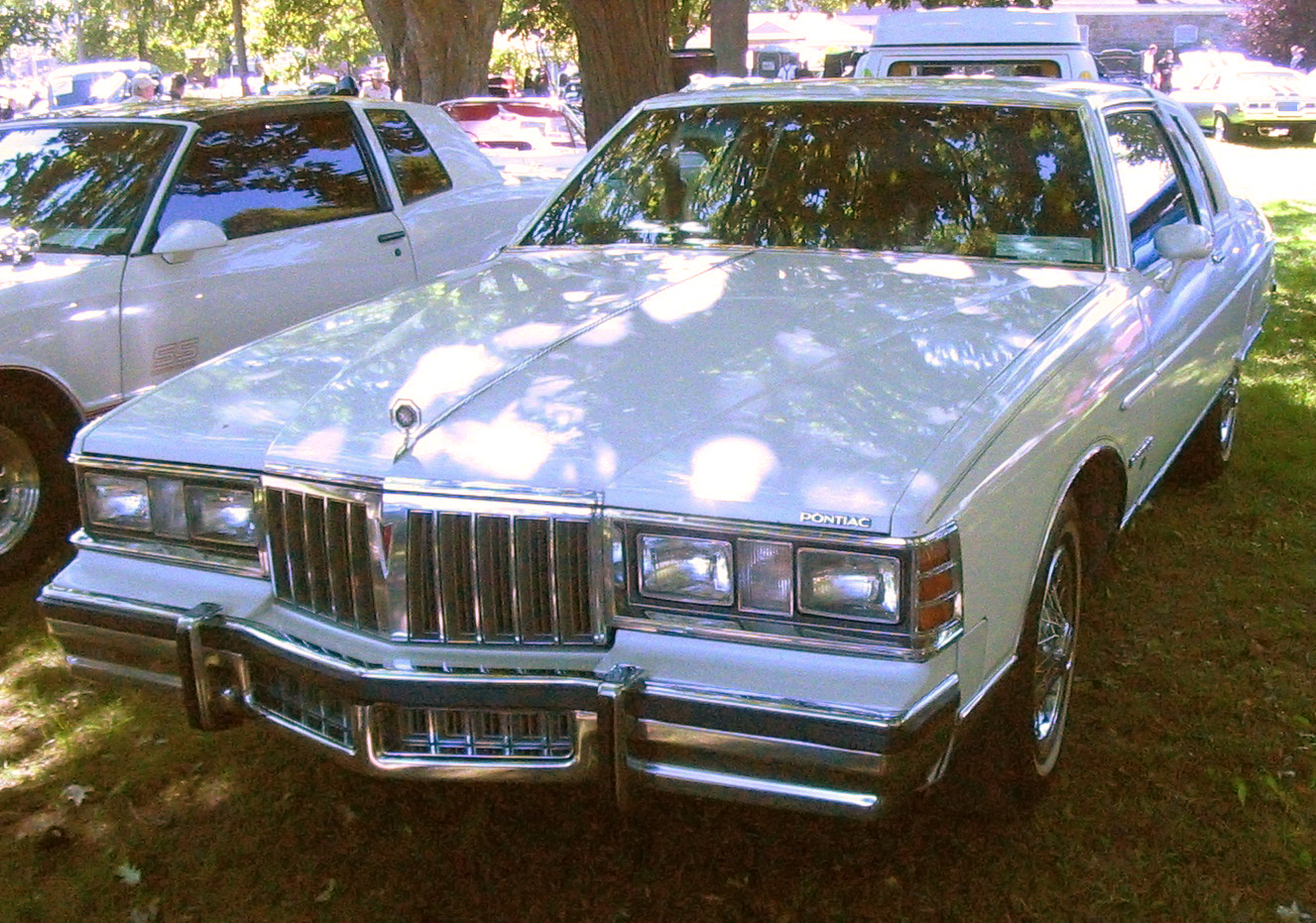
1980 Pontiac Parisienne
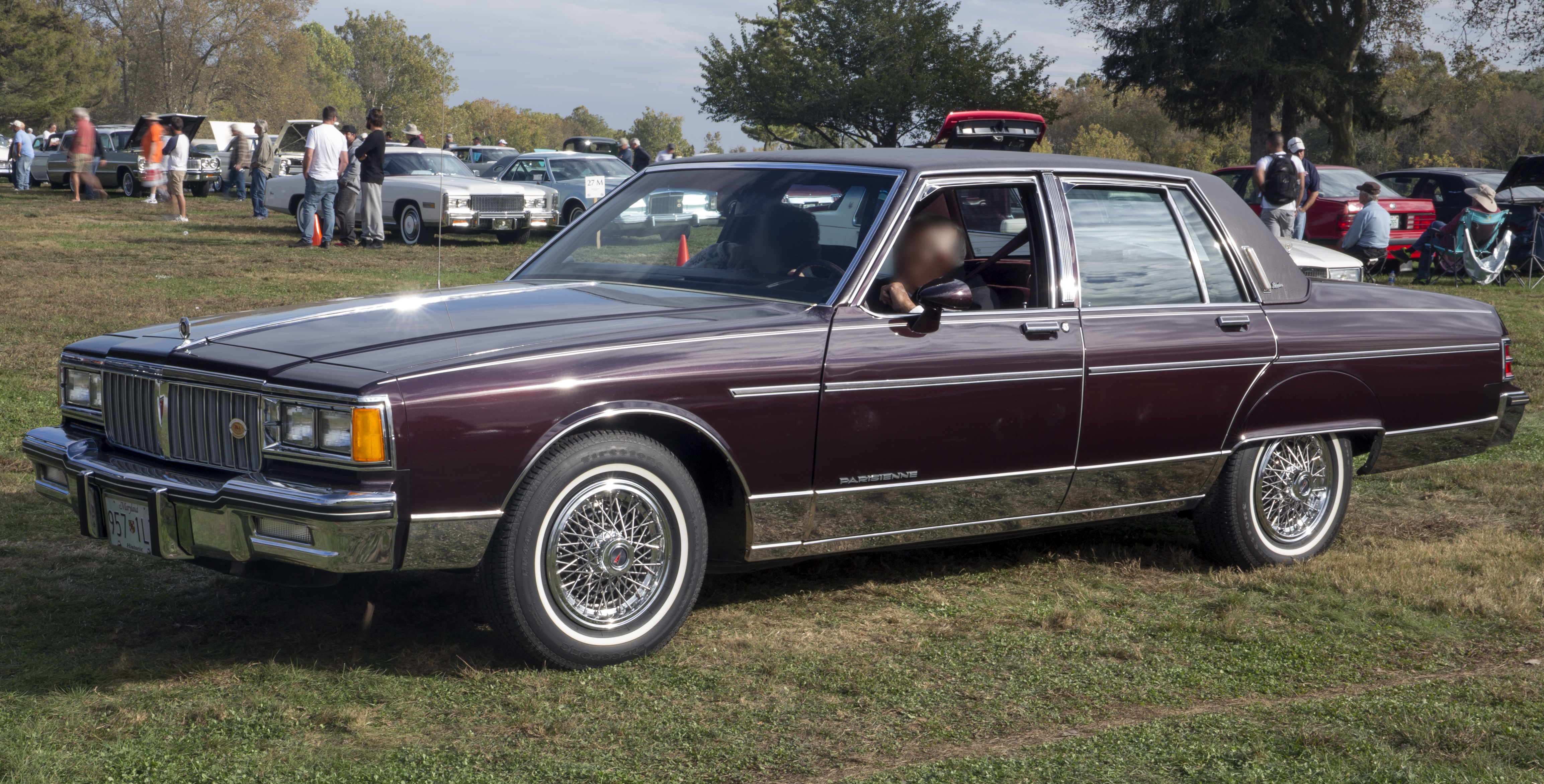
1985 Pontiac Parisienne Brougham
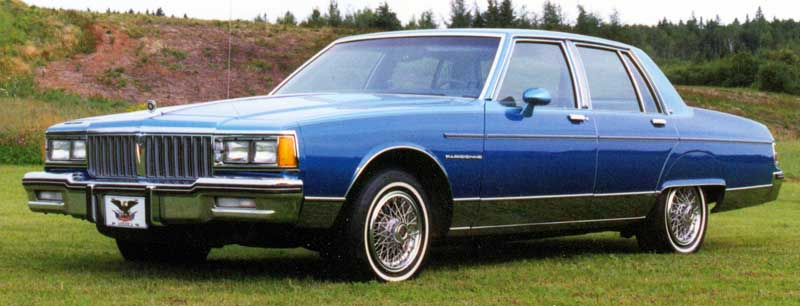
1986 Pontiac Parisienne
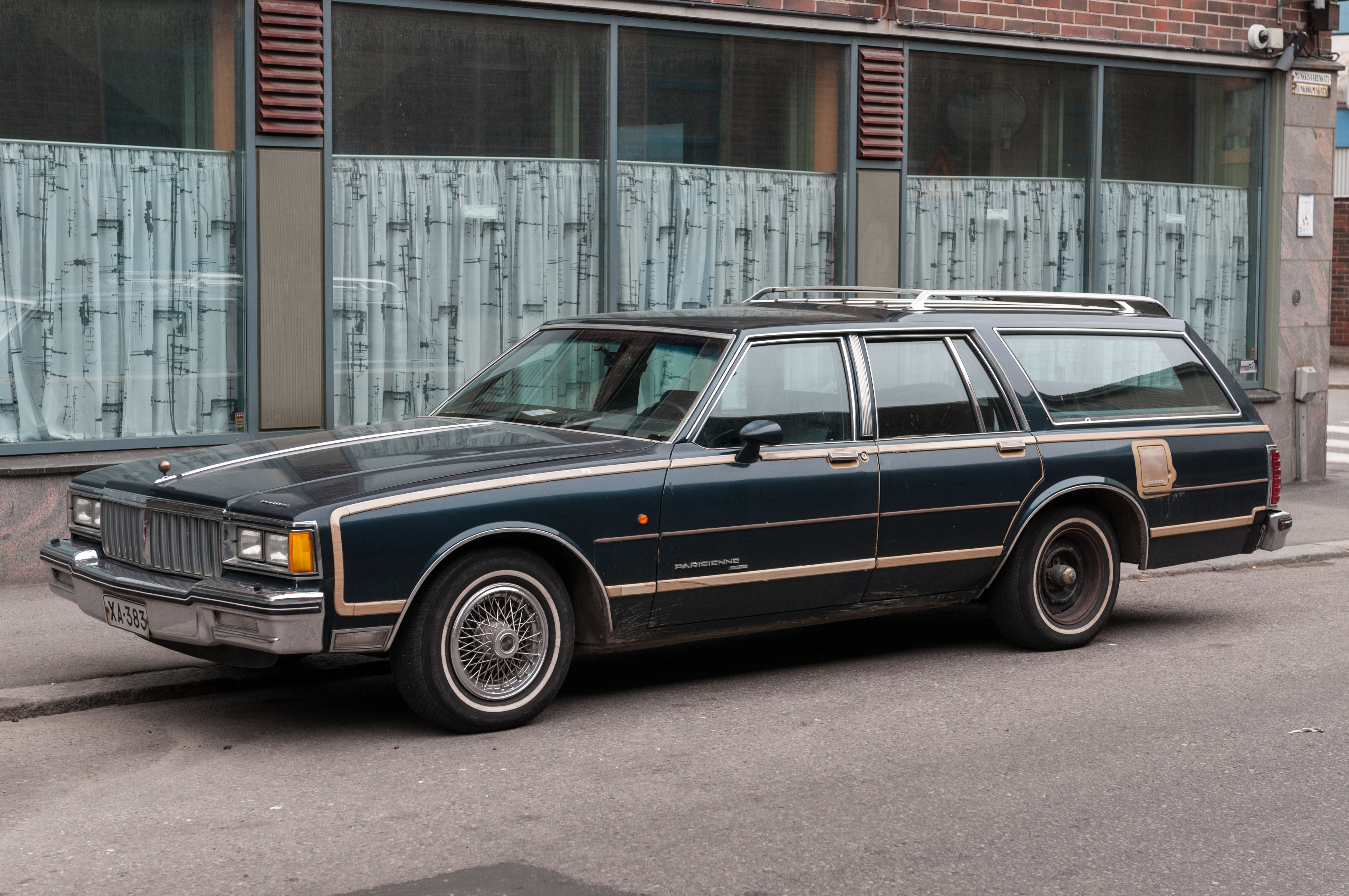
1982—1986 Pontiac Parisienne

## Галерея

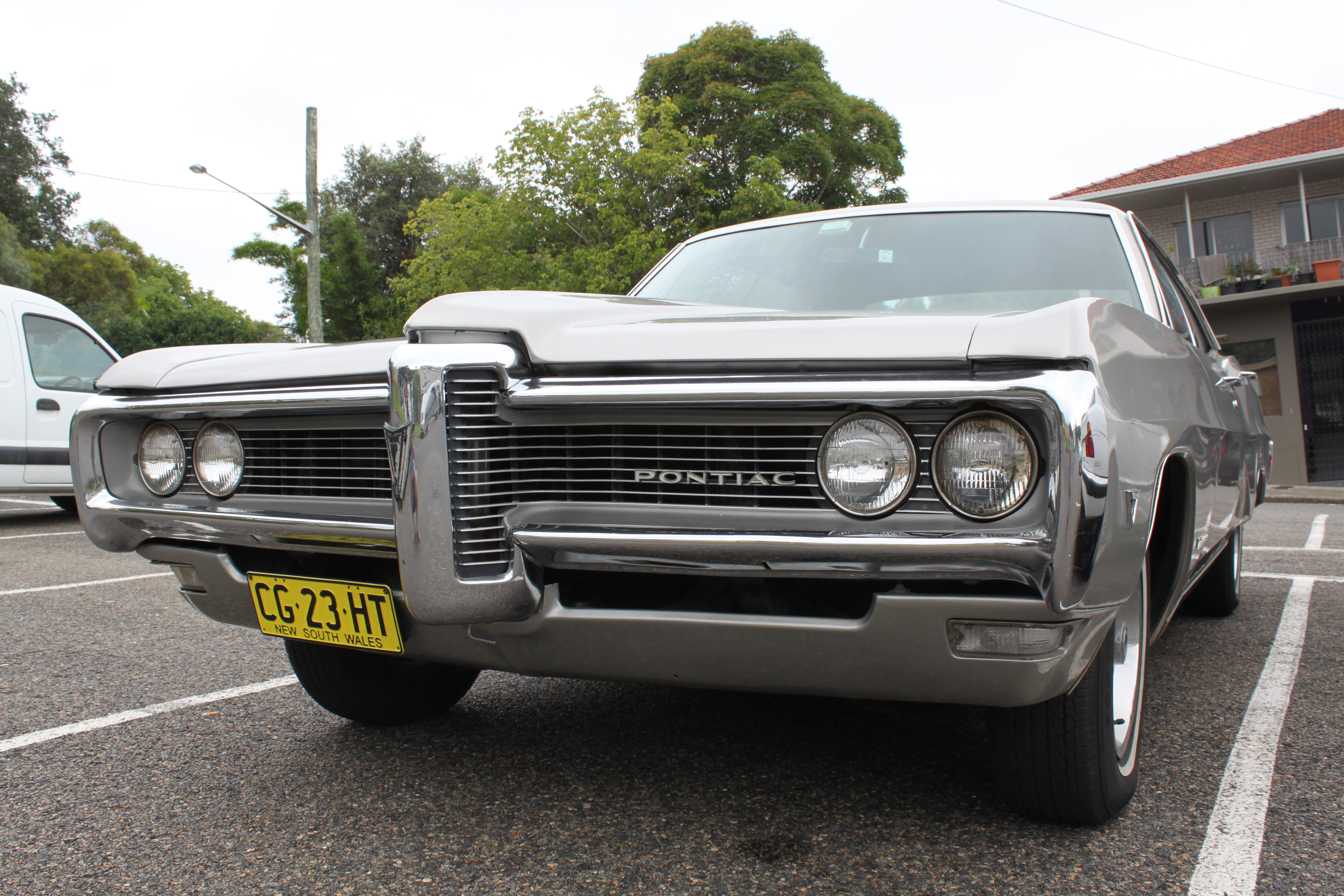
1968 Pontiac Parisienne
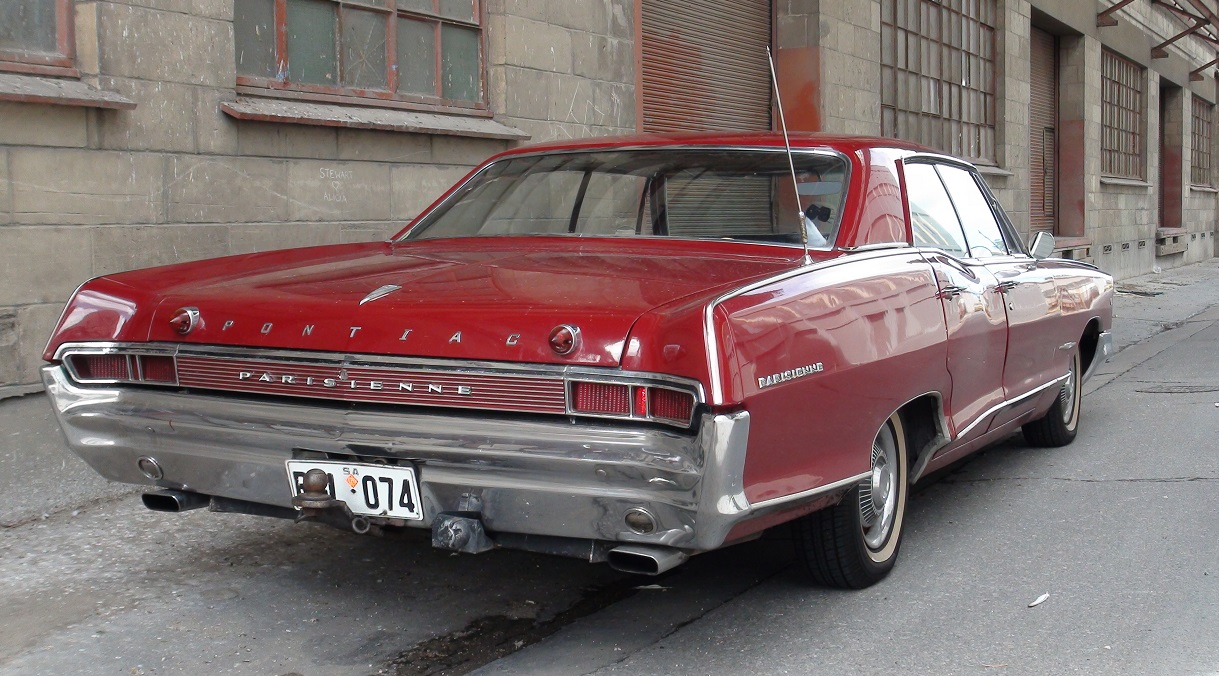
1965 Pontiac Parisienne
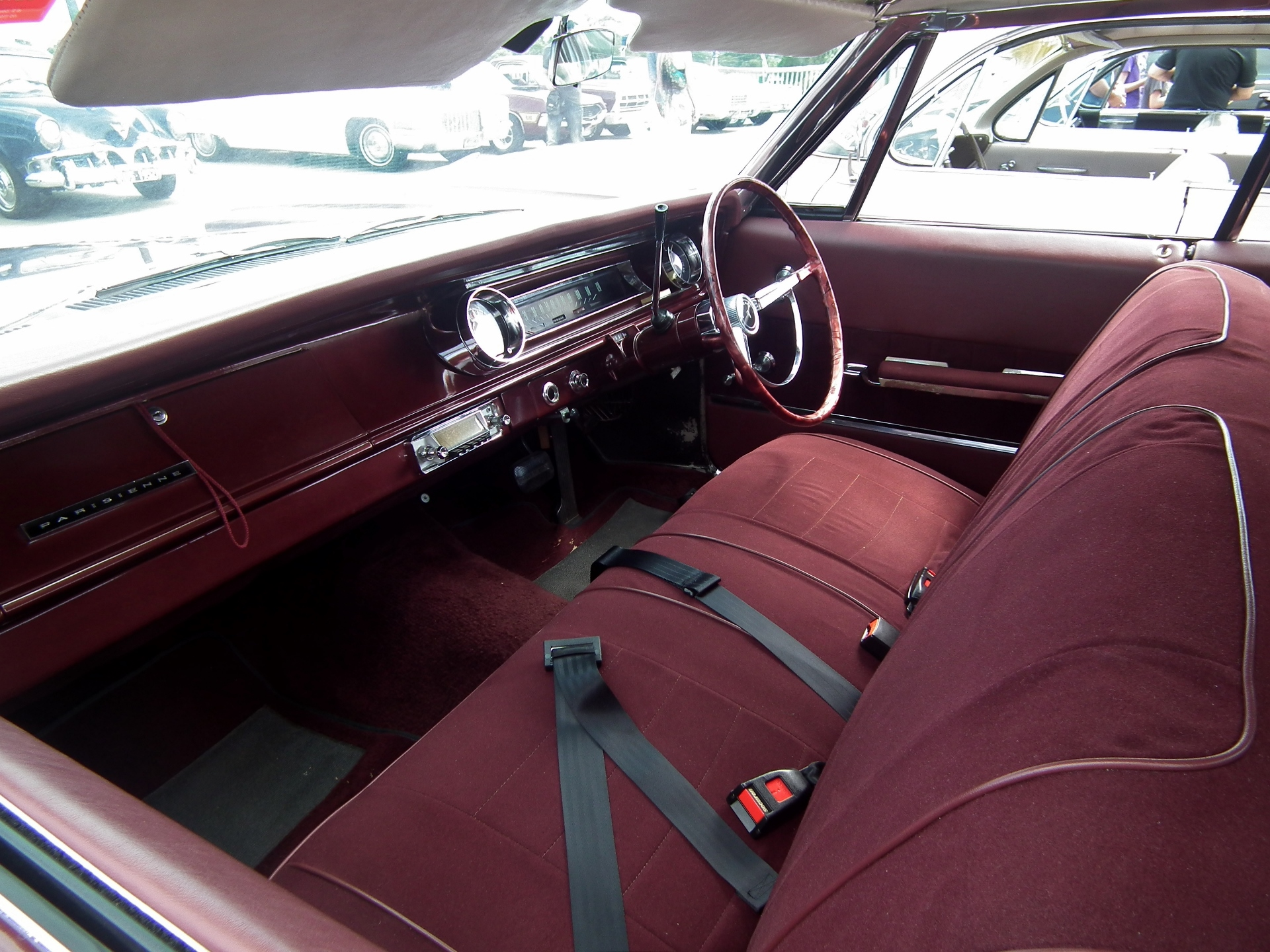
Интерьер
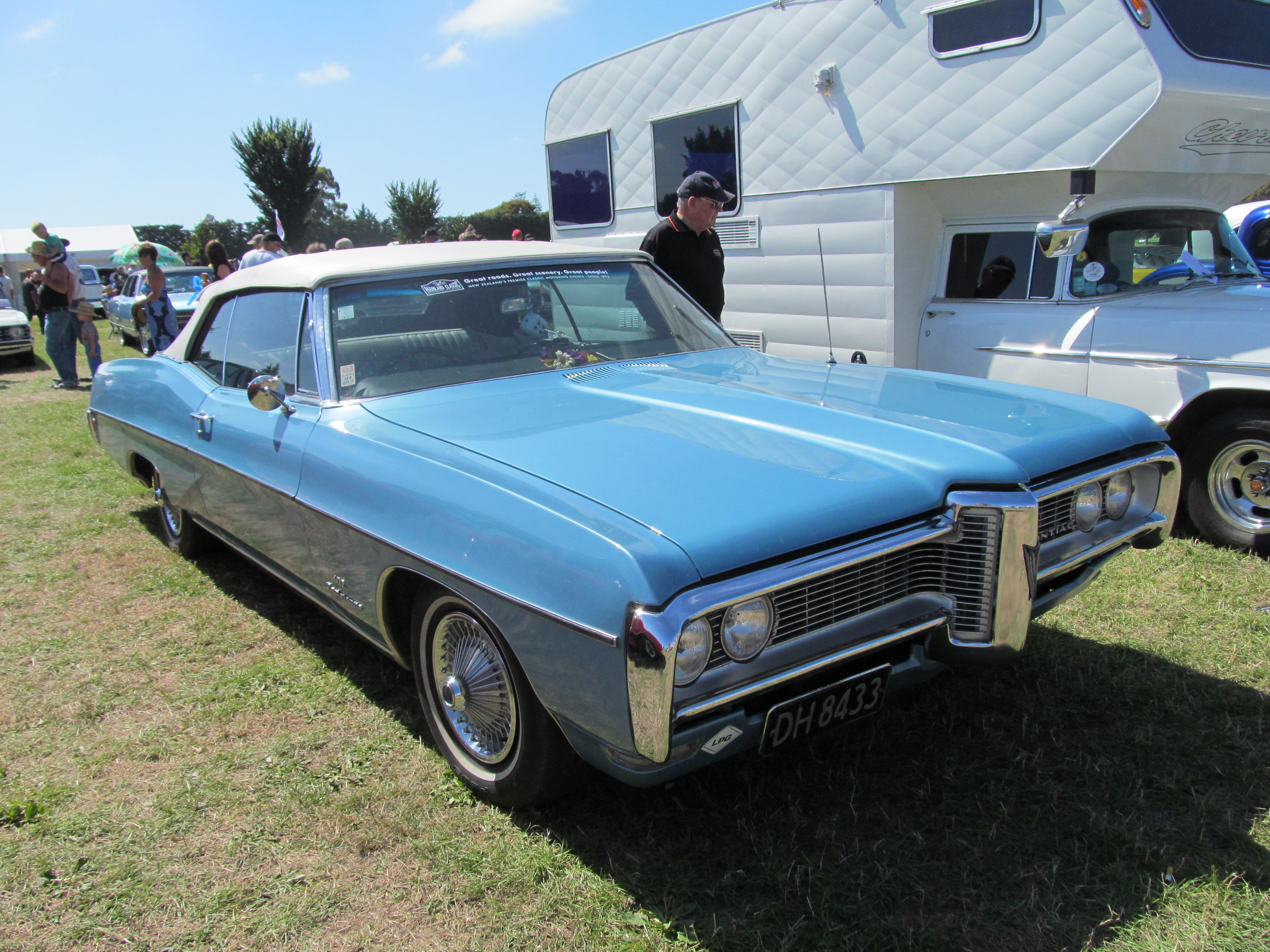
1968 Pontiac Parisienne